# Battaglia di Tannenberg (1914)
La battaglia di Tannenberg fu il primo grande scontro della prima guerra mondiale sul fronte orientale; svoltasi fra il 26 e il 30 agosto 1914, si concluse con una completa vittoria delle forze tedesche che, guidate dal generale Paul von Hindenburg e dal suo abile capo di Stato maggiore, generale Erich Ludendorff, accerchiarono, dopo alcuni momenti di difficoltà, le truppe russe che erano avanzate in Prussia Orientale.
La vittoria, pur non decisiva, permise all'esercito tedesco di fermare l'invasione russa e soprattutto diede grande fama in Germania al generale von Hindenburg che negli anni successivi avrebbe raggiunto, insieme al suo collaboratore Erich Ludendorff, una grande influenza sulla condotta militare e politica del Reich durante la guerra mondiale.

## Il "rullo compressore" russo all'inizio della Grande Guerra
(Affermazione dello zar Nicola II dopo l'inizio della guerra mondiale)
Dopo l'inattesa sconfitta nella guerra contro il Giappone nel 1905, l'Impero russo aveva iniziato, in parte con l'aiuto finanziario della Francia, un grande programma di riforme militari allo scopo di migliorare in modo radicale l'efficienza dell'apparato bellico e raggiungere la superiorità militare su tutti i possibili nemici europei.
Nel 1914 l'esercito russo, forte di 1500000 soldati, era il più grande del mondo ed era previsto un ulteriore incremento numerico fino a raggiungere una forza effettiva entro il 1917 di 2 milioni di uomini; i piani di sviluppo prevedevano inoltre di migliorare l'equipaggiamento delle truppe, potenziare il sistema delle comunicazioni ferroviarie e rafforzare l'artiglieria campale che già superava numericamente quella tedesca.

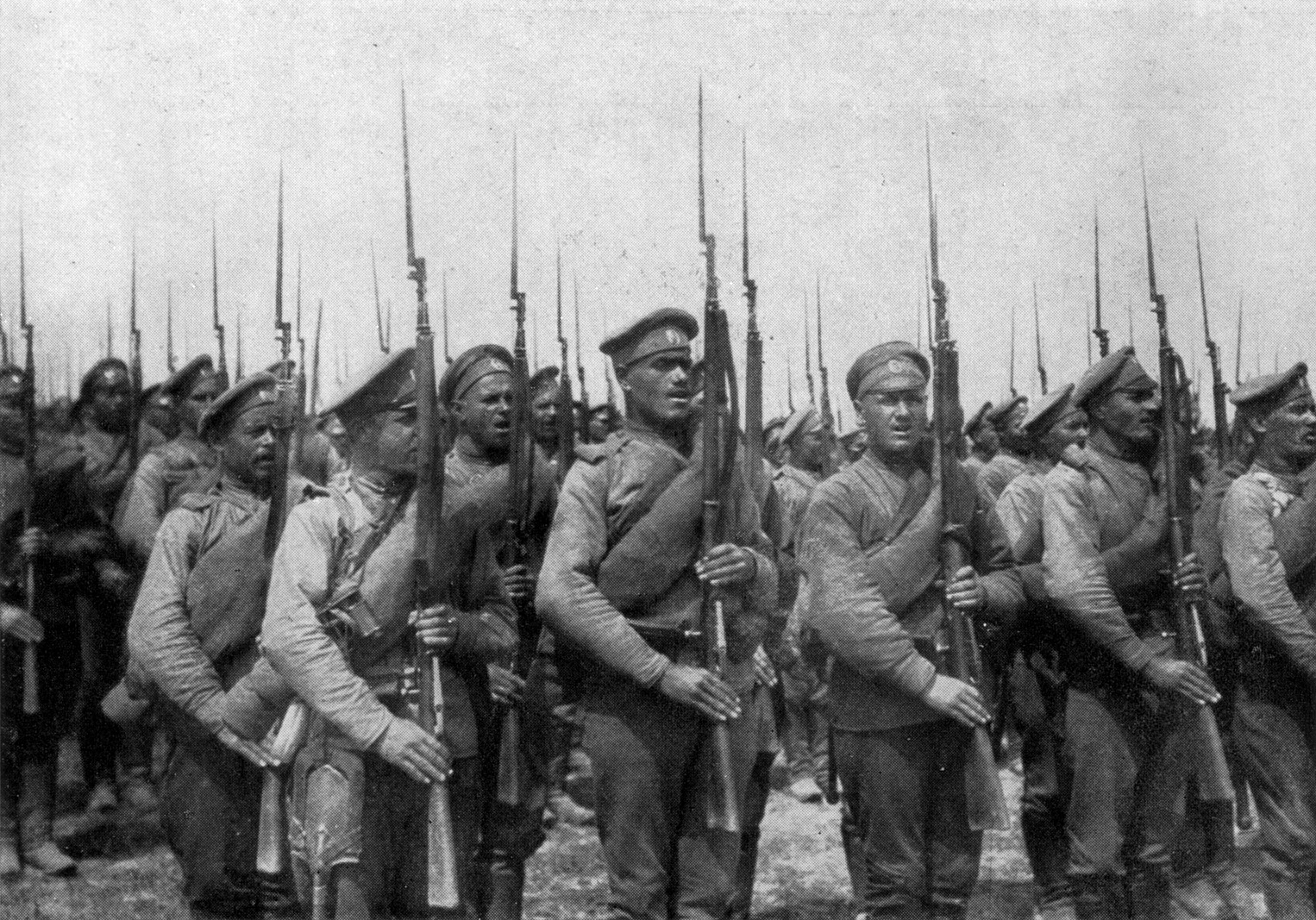
Un reggimento di fanteria russa sul presentat arm.

Inoltre la dirigenza politico-militare dell'Impero aveva radicalmente modificato la pianificazione strategica, passando da progetti difensivi ad ambiziosi piani offensivi; l'esercito imperiale russo entrò in guerra nel 1914 con un piano di schieramento che prevedeva che due armate avrebbero attaccato al più presto in Prussia orientale. Venne stabilito, in accordo con lo stato maggiore dell'alleato francese, che entro il quindicesimo giorno dalla mobilitazione i russi avrebbero attaccato la Prussia orientale in coordinamento con la prevista offensiva generale dell'esercito francese all'ovest. Il grosso delle forze terrestri russe, altre cinque armate, avrebbe invece sferrato l'offensiva più importante contro l'Impero austro-ungarico.
Alla vigilia della guerra europea la potenza e la dimensione dell'esercito imperiale russo impressionavano e intimorivano le altre grandi potenze; in particolare in Germania era diffusa la sensazione di una minaccia crescente contro il territorio tedesco. Tra gli alleati occidentali dell'Impero Russo, sia nell'opinione pubblica sia tra i dirigenti politico-militari, era presente un grande ottimismo; si parlava del cosiddetto "rullo compressore russo", l'inarrestabile macchina bellica slava in grado di schiacciare con il peso dei suoi milioni di "mugiki-soldati" le potenze germaniche e marciare su Berlino.
La potenza militare dell'Impero russo in realtà era molto sopravvalutata; erano presenti ancora gravi debolezze organizzative e materiali; le armi e le munizioni disponibili non erano sufficienti, l'artiglieria era numerosa ma inferiore per potenza a quella tedesca, l'apparato logistico-organizzativo era molto inefficiente. Gli stati maggiori e l'alto comando erano carenti dal punto di vista tecnico e inoltre erano lacerati da discordie e rivalità. I soldati russi, provenienti in gran parte dalla popolazione contadina, in generale erano coraggiosi, disciplinati e molto resistenti, ma le loro qualità positive sarebbero state vanificate dall'inefficienza organizzativa e dalla impreparazione ed inettitudine degli alti comandi.

## Pianificazione operativa e forze in campo
Gli accordi militari tra la Francia e la Russia, le due nazioni alleate della Duplice intesa, erano stati dettagliatamente stabiliti nei colloqui del 1911 in cui il delegato francese generale Auguste Dubail aveva ottenuto l'approvazione dei generali russi ai piani per sferrare un'immediata offensiva combinata da est e da ovest contro la Germania; nel corso della visita in Russia nel 1913 il generale Joseph Joffre, il capo di stato maggiore francese, discusse i progetti operativi direttamente con lo zar Nicola II e il granduca Nicola.
L'esercito russo sarebbe stato quindi concentrato in due gruppi d'armate; mentre il Fronte Sud-Occidentale avrebbe sferrato in Galizia contro l'Impero Austro-Ungarico una grande offensiva, a partire dal quindicesimo giorno dalla mobilitazione il Fronte Nord-Occidentale, al comando del generale Yakov Žilinskij, avrebbe invaso la Prussia orientale attaccando dal Niemen e dalla Vistola con due armate, che comprendevano in totale trenta divisioni di fanteria e dieci di cavalleria. La 1ª Armata del generale Pavel Karlovič von Rennenkampf avrebbe marciato dal Niemen con quattro corpi d'armata, mentre la 2ª Armata del generale Aleksandr Vasil'evič Samsonov avrebbe attaccato dalla Vistola e dal Narew, a sud della regione dei Laghi Masuri, con cinque corpi d'armata. Il progetto dei russi prevedeva una difficile manovra a tenaglia convergente su Königsberg e Danzica che avrebbe distrutto le forze tedesche in Prussia orientale o le avrebbe costrette a ripiegare a ovest della Vistola.
All'apertura della guerra il comando supremo dell'esercito russo venne assunto sul campo dal popolare granduca Nicola e a Baranavičy venne costituito il Grande Quartier generale, lo Stavka, per coordinare le operazioni delle armate su tutto il fronte orientale. La mobilitazione procedette con inattesa rapidità e sorprese gli alti comandi degli Imperi Centrali. Entro due settimane la Russia fu in grado, nonostante i problemi organizzativi e la forte tensione a cui furono sottoposti gli alti comandi, di portare in combattimento le sue armate di prima linea e passare all'offensiva su tutto il fronte nei tempi previsti.

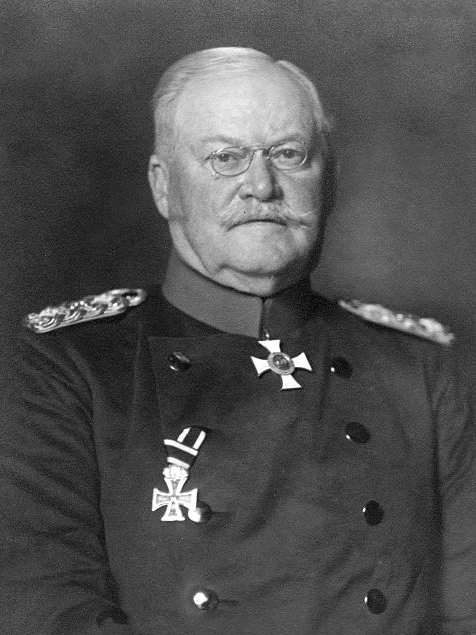
Il generale Maximilian von Prittwitz, comandante della 8ª Armata tedesca all'inizio della guerra.

La Germania imperiale, dopo la conclusione dell'alleanza franco-russa nel 1891, si era trovata di fronte al pericolo di dover combattere una logorante guerra su due fronti; per fronteggiare questo pericolo e neutralizzare le forze numericamente superiori dei potenziali nemici, lo stato maggiore dell'esercito aveva pianificato dal 1905, sotto l'impulso del capo di stato maggiore, generale Alfred von Schlieffen, una grande offensiva con la massa principale delle forze sul fronte occidentale contro la Francia; i generali tedeschi ritenevano di aver il tempo, sfruttando la prevista lenta concentrazione dell'esercito russo ad est, per infliggere una sconfitta decisiva ai francesi prima dell'intervento in forze della Russia. Sul fronte orientale sarebbero inizialmente state schierate solo deboli forze in parte provenienti dalle truppe territoriali con l'ordine eventualmente di ripiegare cedendo terreno per guadagnare tempo. Questo audace piano venne in parte modificato nel 1912-1913 dal nuovo capo di stato maggiore, generale Helmuth von Moltke, che mantenne nel complesso gli obiettivi e le direttrici strategiche dell'originario piano Schlieffen ma, temendo un anticipato attacco russo in Prussia orientale, rinforzò le difese tedesche all'est.
Dal 1902 lo stato maggiore tedesco era in effetti a conoscenza, grazie alle informazioni ottenute corrompendo un colonnello russo, che l'esercito imperiale zarista prevedeva di sferrare rapidamente un massiccio attacco in Prussia orientale dal Niemen e dal Narew per schiacciare in una tenaglia le truppe tedesche schierate a difesa della regione. Dopo lunghi studi di pianificazione venne quindi deciso di schierare in Prussia orientale l'8ª Armata, affidata al comando del generale Maximilian von Prittwitz, che avrebbe inizialmente dovuto fronteggiare con il grosso delle sue forze l'attacco russo proveniente da nord-est, prima di affrontare l'offensiva da sud. In caso di estrema necessità l'armata avrebbe ripiegato dietro la Vistola, in attesa dell'arrivo dei rinforzi, dopo la prevista vittoria contro la Francia. Il generale von Prittwitz disponeva alla vigilia della guerra mondiale di dodici divisioni di fanteria e una divisione di cavalleria, organizzate in quattro corpi d'armata; il piano di schieramento prevedeva che tre corpi, I, XVII e I di riserva, avrebbero difeso il confine orientale della Prussia orientale, mentre il XX corpo d'armata, al comando del generale Friedrich von Scholtz, sarebbe rimasto da solo a protezione del confine meridionale verso la Vistola e il Narew.

## Invasione russa della Prussia orientale
(Affermazione del generale Helmuth von Moltke, capo di stato maggiore dell'esercito tedesco, prima dell'inizio della guerra)

### Successi iniziali russi

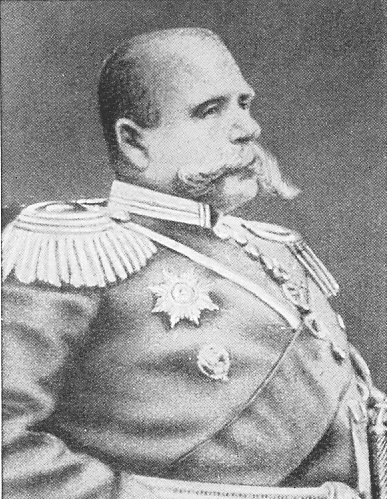
Il generale Pavel Rennenkampf, comandante della 1ª Armata russa

L'offensiva russa in Prussia orientale ebbe inizio il 16 agosto 1914 quando la 1ª Armata del generale Rennenkampf attraversò in forze la frontiera orientale e avanzò in direzione di Insterburg e Königsberg. Le difese avanzate tedesche nel settore erano affidate al I corpo d'armata del generale Hermann von François che ricevette per tempo l'ordine da parte del generale von Prittwitz di evitare per il momento la battaglia e ritirare i suoi avamposti. Contrariamente alle direttive ricevute invece il generale von François, aggressivo e determinato, decise di attaccare subito le avanguardie russe e il 17 agosto 1914 riuscì a mettere in difficoltà una divisione nemica nella battaglia di Stallupönen prima di sganciarsi verso ovest secondo gli ordini del comando dell'8ª Armata. Il generale Rennenkampf riprese quindi l'avanzata verso la piana di Insterburg, ma le prime difficoltà logistiche rallentarono e disorganizzarono la marcia delle sue truppe ed egli il 19 agosto decise di fermare temporaneamente l'offensiva per riorganizzare il suo schieramento.

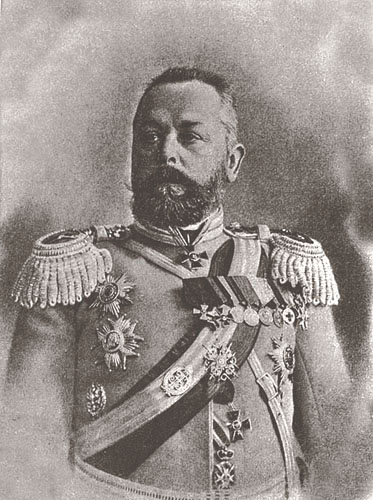
Il generale Aleksandr Samsonov, comandante della 2ª Armata russa

Il piano difensivo del generale von Prittwitz prevedeva di attendere l'urto principale dell'armata nemica sulla linea del fiume Angerapp, ma, di fronte al rallentamento dell'offensiva russa e fortemente sollecitato dal generale von François a prendere l'iniziativa, il comandante dell'8ª Armata decise di passare all'attacco il 20 agosto facendo avanzare a sostegno del I corpo d'armata anche il XVII corpo del generale August von Mackensen e il I corpo di riserva del generale Otto von Below.
La battaglia di Gumbinnen del 20 agosto tuttavia si concluse con un insuccesso per l'esercito tedesco; il generale von François attaccò vigorosamente l'ala destra della 1ª Armata russa e, dopo un aspro combattimento, riuscì ad avere la meglio sbaragliando una divisione nemica, ma le altre formazioni tedesche, dovendo effettuare una marcia di avvicinamento prima di raggiungere le posizioni previste, entrarono in azione in ritardo e in modo confuso contro il centro e l'ala sinistra del generale Rennenkampf. Al centro il XVII corpo del generale von Mackensen venne sorpreso dal fuoco dell'artiglieria russa e, dopo aver subito forti perdite, nel pomeriggio batté in ritirata in disordine, mentre il I corpo di riserva del generale von Below, giunto sul campo ancora più tardi, dovette a sua volta ripiegare per mantenere i collegamenti con gli altri corpi; anche il generale von Francois ricevette l'ordine di ritirarsi abbandonando le posizioni conquistate. Il generale Rennenkampf tuttavia nonostante la vittoria preferì prudentemente arrestare l'avanzata e non inseguire il nemico in attesa di avere notizie più precise sulla situazione; effettivamente le truppe russe erano in parte disorganizzate soprattutto a causa delle gravi difficoltà di rifornimento. 

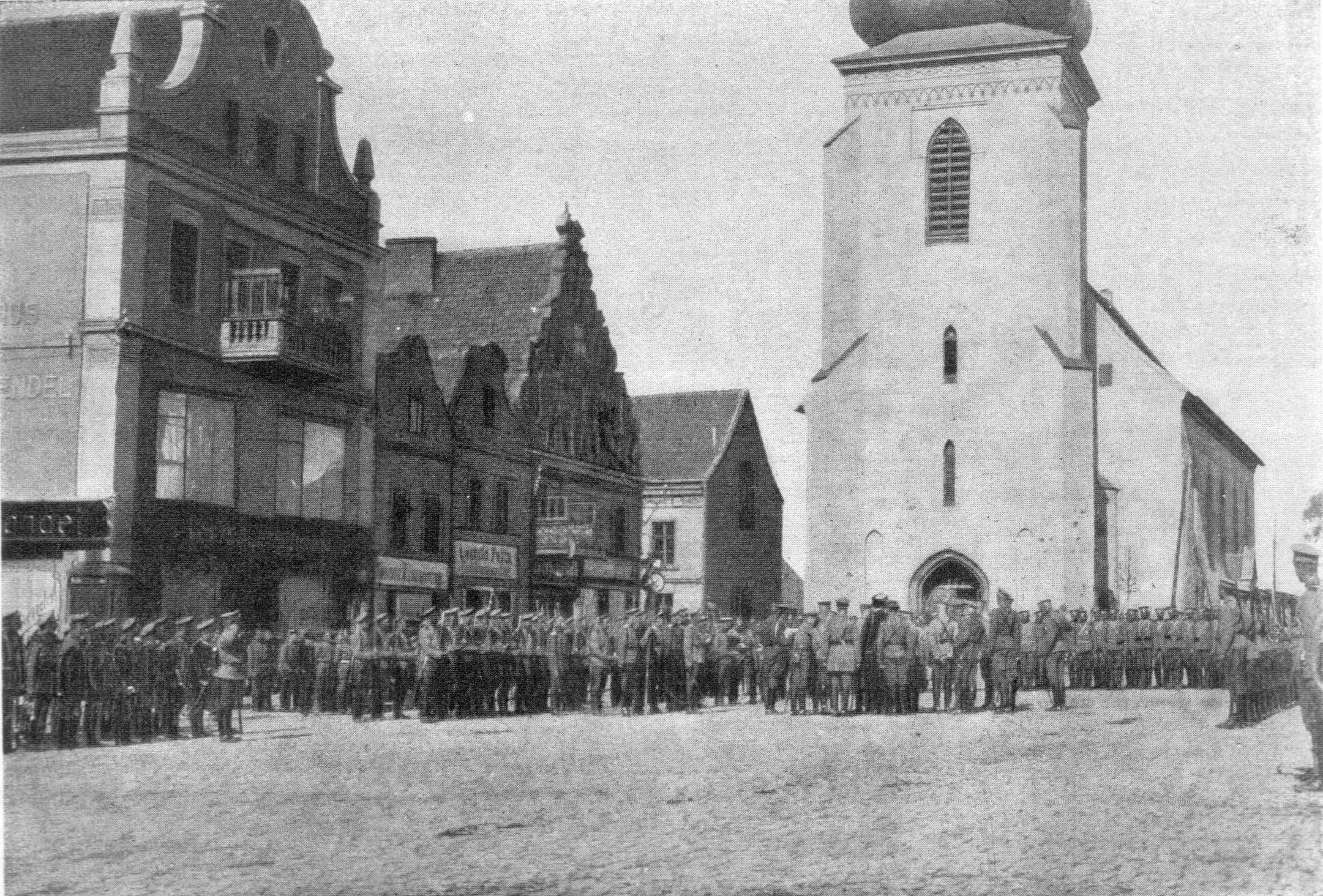
Truppe russe entrano nella città di Insterburg.

Mentre si combatteva a Gumbinnen, al mattino del 20 agosto 1914 era entrata in campo anche la 2ª Armata russa del generale Samsonov; i russi attraversarono la frontiera meridionale della Prussia orientale e avanzarono in territorio tedesco senza incontrare resistenza da parte del XX corpo d'armata del generale von Scholtz che ripiegò sulla posizione difensiva principale; il generale tedesco, informato della situazione dall'efficiente ricognizione aerea, comunicò subito al quartier generale dell'8ª Armata notizie dell'attacco nemico lungo un fronte di "circa 80-100 chilometri".
Il generale Samsonov, che aveva installato il suo quartier generale a Ostrolenka, posta a 120 km da Varsavia, iniziò la sua offensiva con successo ma fin dall'inizio gravi difficoltà di organizzazione e di rifornimento avevano intralciato e rallentato l'avanzata della 2ª Armata. Una parte delle truppe assegnate inizialmente all'armata furono trasferite in altri settori; inoltre sorsero subito forti contrasti tra il generale Samsonov e il generale Žilinskij, comandante in capo del Fronte Nord-occidentale. Mentre il comandante della 2ª Armata riteneva essenziale marciare in direzione nord-ovest, allargando lo schieramento sull'ala sinistra per sfruttare la linea ferroviaria Novogeorgevsk-Mława e cercare di tagliare fuori tutte le truppe tedesche in Prussia orientale, il generale Žilinskij preferiva dirigere la 2ª Armata verso nord-est attraverso un territorio privo di vie di comunicazione, per mantenere la coesione e il collegamento con le forze del generale Rennenkampf. A causa di queste disposizioni contrastanti i corpi d'armata russi del generale Samsonov si dispiegarono a ventaglio su ampio fronte e dispersero in parte la loro potenza d'urto. Il generale Samsonov non intratteneva buoni rapporti neppure con il generale Rennenkampf; tra i due esisteva una forte inimicizia e rivalità personale fin dai tempi della guerra russo-giapponese.
Il comando della 2ª Armata era inoltre pericolosamente privo di notizie precise sui movimenti e lo schieramento dei tedeschi; mancando di adeguata ricognizione aerea e di cavalleria d'avanguardia, i russi ignoravano la posizione dell'avversario; anche le comunicazioni tra i reparti erano carenti; privi di efficienti collegamenti telegrafici, i quartier generali si affidavano su staffette a cavallo o diramavano gli ordini utilizzando messaggi radio non cifrati che rischiavano di essere intercettati dai tedeschi.

### Cambio di comando nell'8ª Armata tedesca
Nonostante le difficoltà e le incertezze del generale Samsonov, le notizie dell'avanzata da sud della 2ª Armata provocarono costernazione e preoccupazione negli alti comandi tedeschi; l'avanzata nemica dalla linea del Narew non era stata prevista in tempi brevi e la ricognizione aerea non aveva individuato in anticipo le colonne russe che marciavano soprattutto di notte; il generale von Prittwitz e il suo capo di stato maggiore, generale Georg von Waldersee, furono quindi colti in parte di sorpresa e apparvero molto pessimisti. Essi temevano che rimanendo in combattimento contro l'armata del generale Rennenkampf, le forze principali tedesche avrebbero rischiato di essere isolate dall'avanzata da sud della 2ª Armata russa; al quartier generale dell'armata si parlò espressamente di ritirata "dietro la Vistola" e sorsero dissensi tra l'abile tenente colonnello Max Hoffmann, il capo ufficio operazioni dell'armata che riteneva l'ordine di ritirata ineseguibile, e il generale von Prittwitz. Il comandante dell'8ª Armata si mise in comunicazione direttamente con il generale Helmuth von Moltke, il capo di stato maggiore generale, e descrisse in termini drammatici la situazione; egli comunicò la sua decisione di ripiegare dietro la Vistola e inoltre avvertì che anche quella linea sarebbe stata difficilmente difendibile in assenza di importanti rinforzi. Il generale von Moltke apparve sorpreso da queste notizie; egli sollecitò il generale von Prittwitz a non abbandonare la Prussia orientale e difendere le posizioni; inoltre cercò di verificare la situazione reale inviando suoi collaboratori a parlare direttamente con i comandanti dei corpi d'armata.

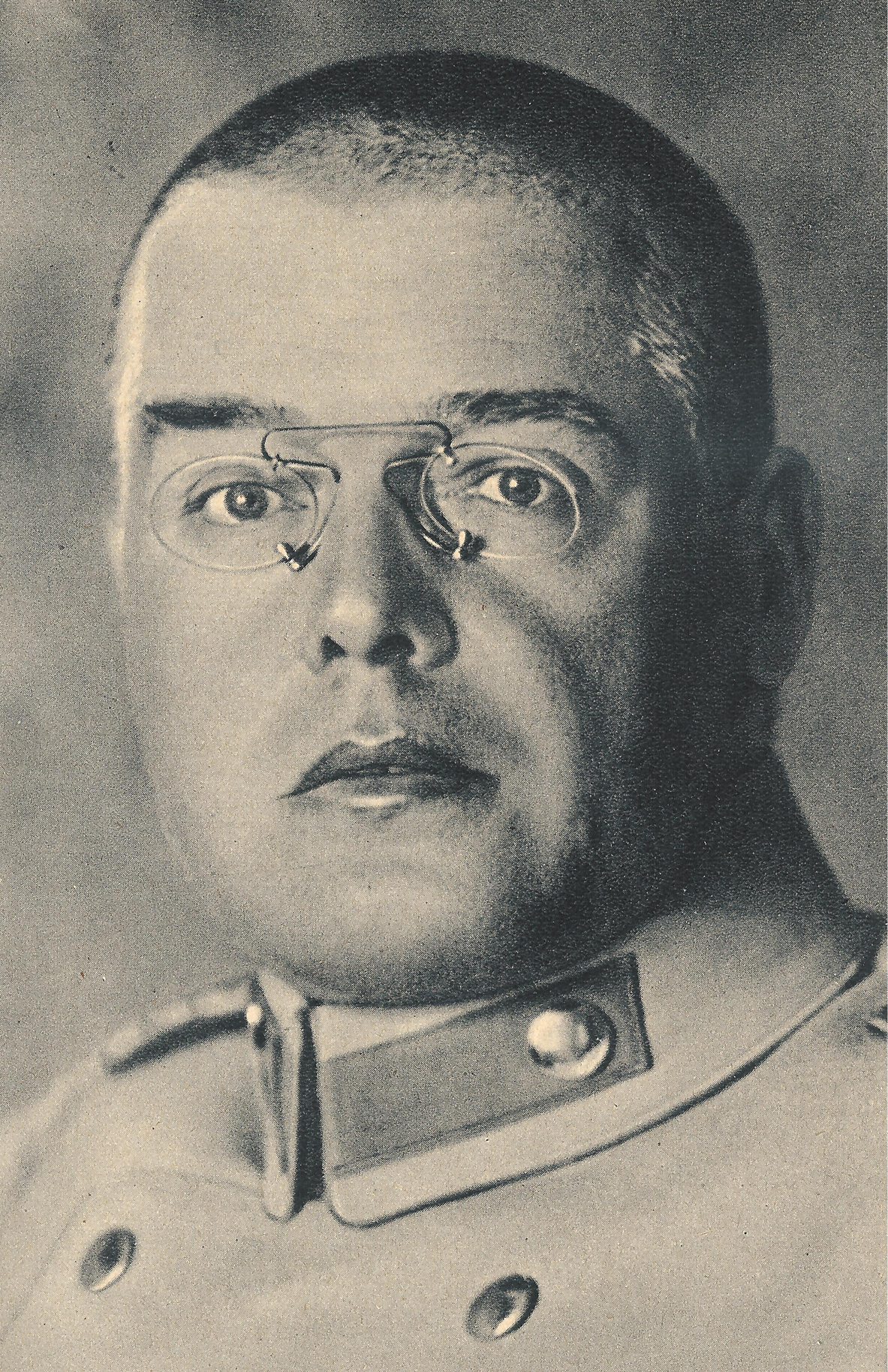
Il tenente colonnello Max Hoffmann, capo ufficio operazioni dell'8ª Armata.

Il tenente colonnello Hoffmann non condivideva affatto i timori e il pessimismo del generale von Prittwitz; egli, considerando la lentezza e la prudenza dell'avanzata del generale Rennenkampf, riteneva possibile sfruttare l'estesa ed efficiente rete ferroviaria della Prussia orientale per effettuare un rapido rischieramento a sud dei corpi dell'8ª Armata in modo da fronteggiare la nuova minaccia della 2ª Armata russa. Il capo ufficio operazioni tedesco proponeva di trasferire subito per ferrovia il I corpo d'armata del generale von François per soccorrere il XX corpo del generale von Scholtz; gli altri due corpi, il XVII e il I di riserva, sarebbero stati ritirati verso sud-ovest pronti eventualmente a portarsi a loro volta a sud nel caso in cui il generale Rennenkampf non avesse ripreso la sua avanzata verso ovest.
Il generale von Waldersee sembrò approvare i piani del tenente colonnello Hoffmann e anche il generale von Prittwitz apparve più ottimista; in un primo momento autorizzò il 21 agosto il trasferimento a sud del I corpo d'armata. Nella serata tuttavia egli annullò l'ordine e in un nuovo colloquio telefonico con il generale von Moltke, richiese rinforzi per difendere la linea della Vistola e affermò che il piano di avanzata a sud era "troppo rischioso". Il generale von Moltke decise quindi di procedere alla sostituzione del comandante dell'8ª Armata.
Il mattino del 22 agosto il generale von Prittwitz apprese da un dispaccio del quartier generale di essere stato esonerato dal comando che passava all'anziano e poco conosciuto generale Paul von Beneckendorf von Hindenburg con capo di stato maggiore il generale Erich Ludendorff, già famoso tra i militari tedeschi e protagonista della recente vittoria di Liegi. Il generale Helmuth von Moltke inviò al mattino del 22 agosto un'importante lettera al generale Ludendorff, che si trovava ancora in Belgio, in cui sottolineava la gravità della situazione in Prussia orientale e la piena fiducia riposta nella sua energia e nelle sue qualità di capo militare.
Il pomeriggio del 22 agosto il generale Ludendorff arrivò a Coblenza dove il capo di stato maggiore von Moltke e il Kaiser lo accolsero cordialmente e confermarono l'importanza dell'incarico affidatogli; dal quartier generale tedesco il generale, dopo aver appreso che l'armata si stava ritirando lentamente verso ovest, inviò subito un telegramma ai comandanti dei corpi d'armata con le prime direttive operative che in pratica coincidevano con le proposte del tenente colonnello Hoffmann. Questi ordini stabilivano infatti che, mentre il XVII corpo d'armata del generale von Mackensen e il I corpo d'armata di riserva del generale Otto von Below sarebbero rimasti fermi sulle posizioni in attesa di nuove disposizioni, il I corpo d'armata del generale von François si sarebbe portato subito verso sud per ferrovia e avrebbe appoggiato il XX corpo del generale von Scholtz che stava rallentando l'avanzata principale dei russi del generale Samsonov.
Dopo aver inviato queste prime disposizioni il generale Ludendorff si diresse in treno ad Hannover dove si incontrò alle ore 03.00 del 23 agosto con il generale von Hindenburg; i due non si conoscevano e durante questo primo incontro il generale Ludendorff presentò un rapido aggiornamento della situazione in Prussia Orientale. Da Hannover il treno con i due generali proseguì fino al quartier generale dell'8ª Armata a Marienburg che venne raggiunto nella serata del 23 agosto; al posto di comando i nuovi arrivati si incontrarono subito con i membri del quartier generale tra i quali il capo ufficio operazioni tenente colonnello Hoffmann; in questa occasione furono confermati gli ordini del generale Ludendorff che corrispondevano con le proposte dello stato maggiore dell'armata e con la pianificazione prebellica dell'esercito tedesco in caso di guerra con la Russia.

## La battaglia

### L'offensiva della 2ª Armata russa

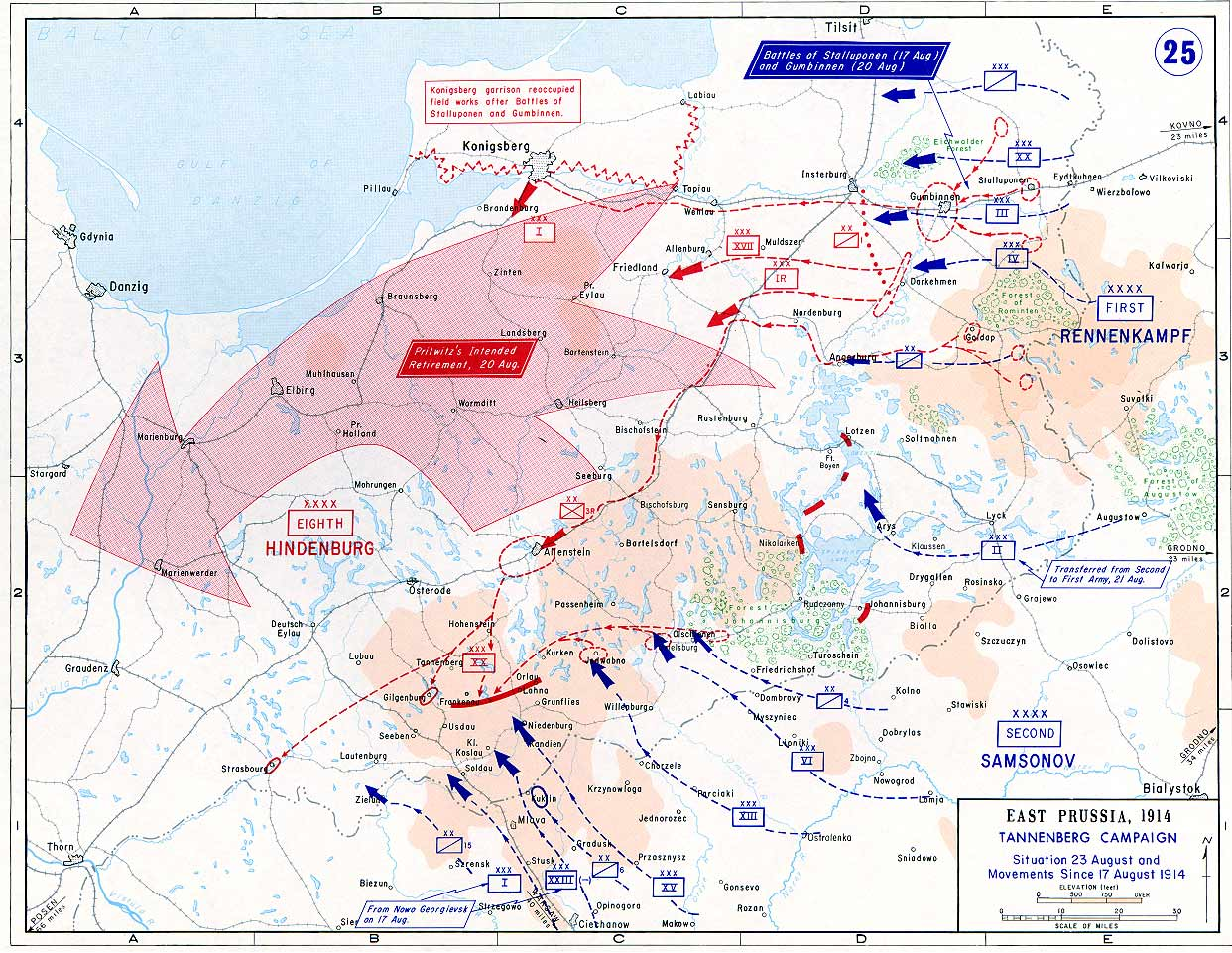
Situazione il 23 agosto 1914.

Il 22 agosto, i corpi d'armata centrali dell'armata del generale Samsonov entrarono finalmente in contatto con lo schieramento difensivo tedesco e attaccarono in forze il XX corpo d'armata del generale Scholtz; dopo aspri combattimenti i russi guadagnarono terreno e il XV corpo d'armata del generale Nikolaj Martos occupò le cittadine di Soldau e Neidenburg dove, dopo presunti episodi di resistenza armata da parte di civili, i russi bombardarono la piazza principale e occuparono le abitazioni. Il 23 agosto il generale Samsonov, sollecitato dal generale Žilinskij ad accelerare l'offensiva per tagliare la ritirata dei tedeschi che si presumeva fossero in ripiegamento completo sotto la pressione da est dell'armata del generale Rennenkampf, portò avanti sulla destra del XV corpo d'armata, anche il XIII corpo d'armata del generale Nikolaj Kljuev e il VI corpo d'armata del generale Aleksandr Blagoveščenskij, mentre la sera il generale Martos riprese l'avanzata da Neidenburg e si preparò ad attaccare la linea di resistenza principale del generale Scholtz posizionata tra i villaggi di Orlau e Frankenau.

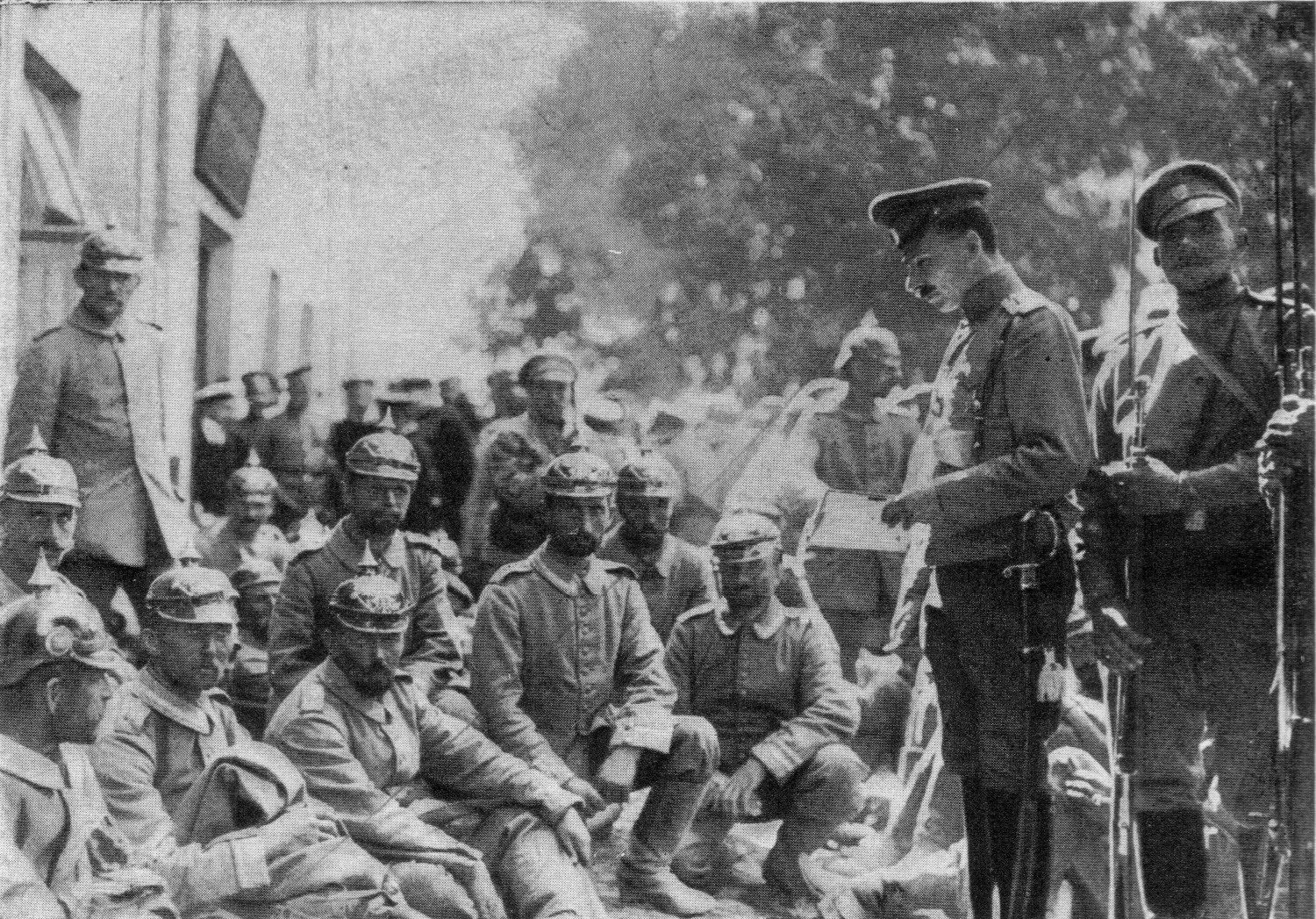
Un gruppo di soldati tedeschi catturati dall'esercito russo.

Il generale Žilinskij continuava a mettere sotto pressione il generale Samsonov; egli riteneva che le forze tedesche fossero "insignificanti" e che fosse essenziale "lanciare un'offensiva molto vigorosa"; il comandante in capo del Fronte Nord-Occidentale era convinto che il generale Rennenkampf stesse continuando a tenere impegnato il grosso delle forze tedesche e che stesse avanzando secondo i piani. In realtà invece il comandante della 1ª Armata russa dopo la battaglia a Gumbinnen del 20 agosto non era più in contatto con il nemico di cui ignorava la posizione precisa; egli finalmente il 23 agosto aveva deciso di riprendere l'offensiva, ma non verso sud-ovest per avvicinarsi con le forze del generale Samsonov, bensì verso ovest, direttamente in direzione della piazzaforte di Königsberg, dove temeva che i tedeschi avrebbero potuto mettere in pericolo il suo fianco destro. Il generale Žilinskij, apparentemente convinto che i tedeschi fossero ormai in fuga dietro la Vistola, non intervenne per modificare gli ordini del generale Rennenkampf.
Il 24 agosto il generale Samsonov, sotto la pressione degli ordini del generale Žilinskij, riprese quindi l'avanzata da Neidenburg e sferrò un attacco in forze contro la linea difensiva del generale Scholtz tra Orlau e Frankenau; il XV corpo d'armata del generale Martos aprì la sua azione con un potente sbarramento di artiglieria che colpì duramente le posizioni nemiche; i soldati russi mostrarono grande tenacia e progressivamente guadagnarono terreno pur subendo perdite elevatissime attaccando allo scoperto sotto il fuoco delle mitragliatrici tedesche. Dopo essere giunti a 600 metri dalla posizione di resistenza principale nemica, i russi rimasero fermi su precarie trincee durante la notte e all'alba attaccarono le linee tedesche e sfondarono l'ala destra del XX corpo d'armata; i tedeschi si ritirarono dopo aver abbandonato le mitragliatrici e due cannoni. Nell'attacco si distinse il reggimento Černigovskij che, dopo aver assaltato le posizioni nemiche alla baionetta, fu impegnato in un violento combattimento per difendere il suo stendardo, finendo per avere la meglio. Il XIII corpo del generale Kljuev tuttavia non intervenne a sostegno delle truppe del generale Martos e rimase fermo a Omulefofen; il generale von Scholtz poté ripiegare con ordine su una posizione più arretrata di circa quindici chilometri e i russi del XV corpo occuparono Orlau. Le perdite nella battaglia di Orlau-Frankenau erano state elevate da entrambe le parti, alcuni reparti russi furono decimati, in totale il XV corpo d'armata contò 4000 morti e feriti; le perdite tedesche furono di circa 6000 soldati. Il generale von Scholtz completò con ordine il suo ripiegamento entro la notte del 25 agosto e posizionò il suo nuovo quartier generale nel villaggio di Tannenberg.

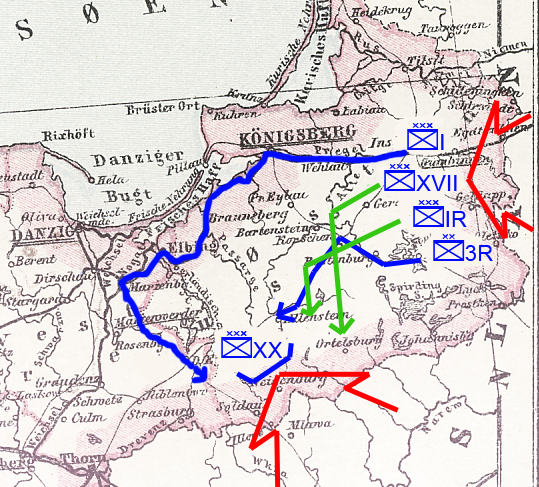
I movimenti dei corpi d'armata tedeschi per attaccare la 2ª Armata russa a Tannenberg.

Il generale Samsonov aveva ottenuto alcuni successi iniziali e l'offensiva sembrava procedere regolarmente; egli riteneva decisivo muovere con la sua armata verso ovest invece che verso nord come previsto dai piani iniziali; in questo modo la 2ª Armata non si avvicinava all'armata del generale Rennenkampf ma Samsonov credeva che i tedeschi fossero in ritirata generale e considerava essenziale intercettare la linea della Vistola e soprattutto la ferrovia strategica Allenstein-Osterode. Il generale comunicò ottimisticamente al generale Žilinskij che, raggiunte quelle posizioni, sarebbe stato possibile marciare "verso il cuore della Germania". In realtà la situazione della 2ª Armata, nonostante l'avanzata in Prussia orientale, stava diventando pericolosa; le condizioni delle truppe erano critiche a causa delle gravi carenze di vettovagliamento dovute all'inefficienza dei servizi di retrovia e alla mancanza di vie di comunicazione attraverso il difficile territorio boscoso e paludoso. Le truppe russe erano indebolite e stanche; i villaggi erano stati abbandonati dalla popolazione e non fornivano risorse per i soldati. Il generale Žilinskij venne informato delle difficoltà di rifornimento delle sue armate ma egli, isolato nel suo quartier generale arretrato di Volkovysk, non diede peso a queste notizie e invece sollecitò ancora il generale Samsonov ad accelerare l'avanzata verso la Vistola.
Contemporaneamente anche i nuovi comandanti dell'8ª Armata tedesca si trovavano di fronte a scelte strategiche decisive; il 24 agosto i generali von Hindenburg e Ludendorff arrivarono al quartier generale del generale Scholtz a Tannenberg per valutare la situazione: il comandante del XX corpo descrisse le condizioni delle sue forze e apparve relativamente ottimista. I due comandanti tedeschi non avevano ancora preso la decisione più importante riguardo l'impiego del XVII corpo d'armata e del I corpo d'armata di riserva, che erano stati ritirati dalla prima linea contro il generale Rennenkampf ma erano rimasti fermi in posizione arretrata in attesa di ulteriori disposizioni strategiche; nel frattempo il generale von François era ancora impegnato nella difficile missione di trasferimento ferroviario del suo I corpo d'armata a sud.
Il generale von François raggiunse il settore dove era previsto lo schieramento del suo corpo la sera del 24 agosto; egli stava dirigendo con grande energia il concentramento per via ferroviaria delle sue truppe reduci dai successi locali a Stallupöhnen e Gumbinnen. Il trasferimento per ferrovia dell'intero I corpo d'armata attraverso la Prussia orientale da nord-ovest a sud-est era in pieno svolgimento; le truppe ferroviarie e i comandi logistici tedeschi diedero una brillante dimostrazione di efficienza e organizzazione; i treni furono freneticamente impegnati nei trasporti giorno e notte, ogni trenta minuti i convogli partivano dalle stazioni di testa e continuavano il percorso senza soste; lo scarico di truppe e materiali venne accelerato al massimo. Il generale von François ordinò di scaricare le truppe direttamente nelle vicinanze del campo di battaglia per evitare faticose marce di trasferimento a piedi.
In questa fase i tedeschi furono anche aiutati dall'intercettazione di messaggi radio non codificati, inviati inprudentemente dal generale Samsonov ai suoi comandanti subordinati, in cui venivano descritte le missioni tattiche previste per il 25 agosto. Dopo aver appreso queste importanti informazioni, il generale Ludendorff e il generale von Hindenburg, coadiuvati dal tenente colonnello Hoffmann, la sera del 24 agosto decisero infine di concentrare tutte le forze contro la 2ª Armata e quindi venne ordinato al generale von Mackensen e al generale von Below di muovere con la massima velocità verso sud per attaccare il fianco destro del generale Samsonov.
Nel frattempo al quartier generale dell'OHL a Coblenza permaneva ancora grande preoccupazione per la situazione in Prussia orientale; le notizie dell'invasione russa e della fuga della popolazione tedesca avevano creato un'atmosfera di grande eccitazione nel pubblico. Il generale von Moltke conosceva i propositi controffensivi del generale Ludendorff, tuttavia il 25 agosto prese un'ardua decisione. Informato che l'andamento della battaglia sul fronte occidentale appariva favorevole e che la battaglia delle Frontiere si era conclusa con una grande vittoria, egli ordinò il trasferimento sul fronte orientale di tre corpi d'armata e una divisione di cavalleria che sarebbero stati ritirati dall'esercito dell'ovest in marcia su Parigi. La notizia venne comunicata telefonicamente al generale Ludendorff che sembrò sorpreso e ritenne non necessario l'invio immediato di rinforzi. Alla fine vennero ritirati dal fronte occidentale e inviati all'est solo l'XI corpo d'armata e il corpo d'armata di riserva della Guardia.

### La manovra d'accerchiamento tedesca

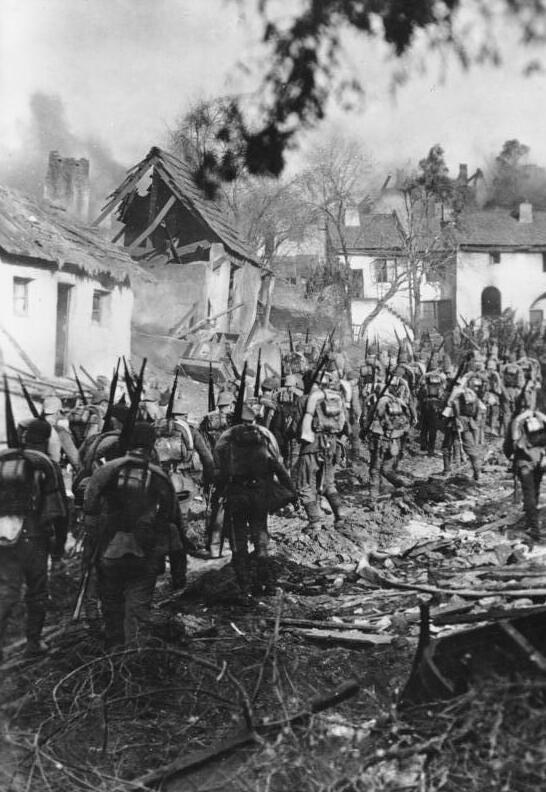
Fanteria tedesca in marcia durante la battaglia.

Il generale Ludendorff era deciso ad accelerare i tempi e iniziare al più presto la battaglia decisiva contro l'armata del generale Samsonov; egli non aveva ancora informazioni precise sui movimenti dell'armata del generale Rennenkampf e quindi comprendeva il grande rischio che stava correndo trasferendo l'intera massa dell'8ª Armata verso sud. Al mattino del 25 agosto il generale diede precisi ordini al generale von François di sferrare subito l'attacco sull'ala sinistra russa in direzione di Usdau con il I corpo d'armata. Il comandante del I corpo d'armata tuttavia non aveva ancora completato il trasferimento ferroviario delle sue forze; in particolare non erano ancora arrivate le essenziali batterie dell'artiglieria pesante e mancavano le riserve di munizioni. Di conseguenza il generale von François, che riteneva decisivo l'impiego in massa dell'artiglieria, rifiutò di eseguire l'ordine, dopo essersi consultato con il tenente colonnello Hoffmann e il generale von Scholtz, e chiese un rinvio. 

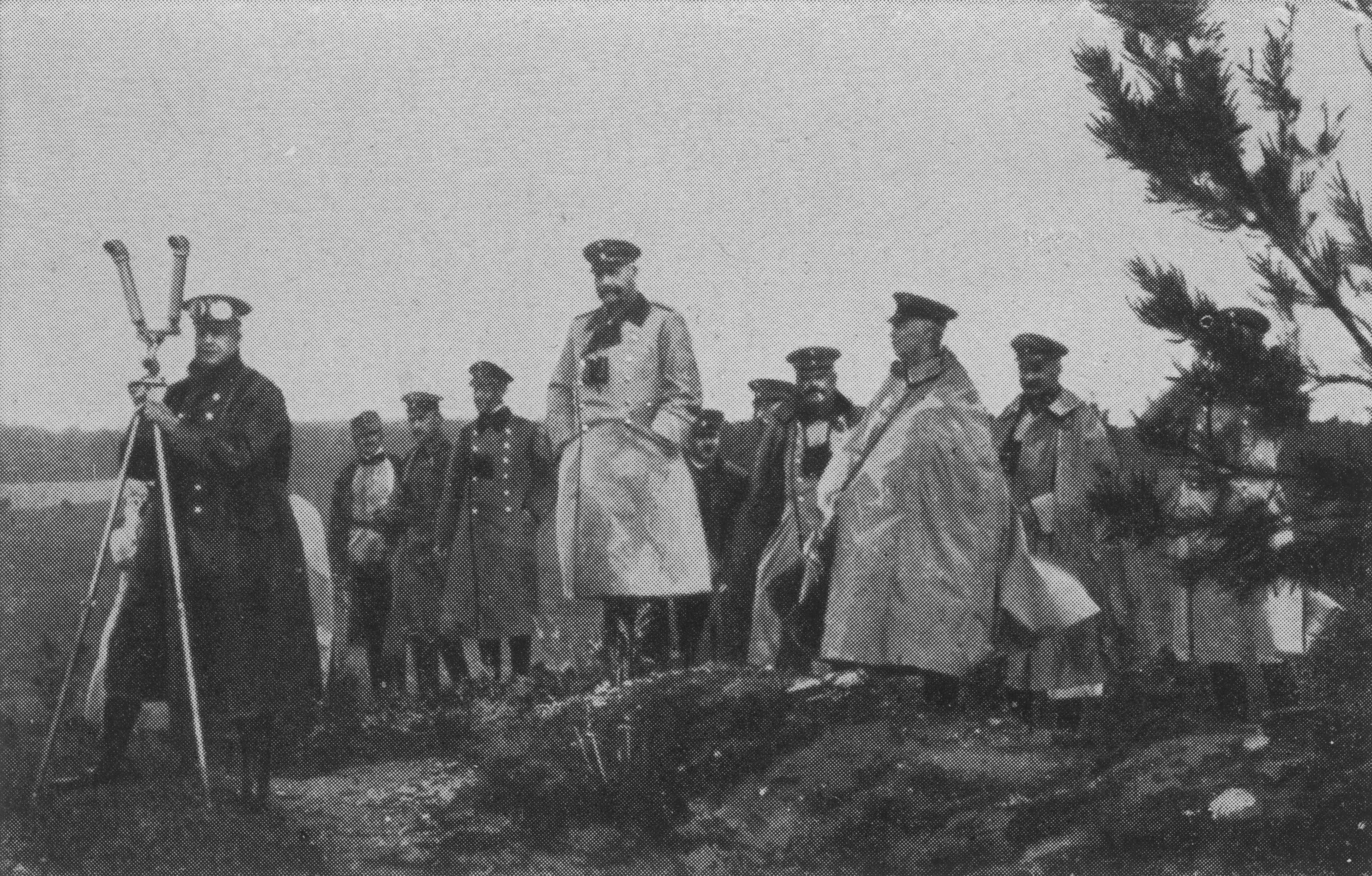
Il quartier generale dell'8ª Armata tedesca osserva il campo di battaglia.

Il generale Ludendorff si recò subito al posto di comando del I corpo d'armata in compagnia del generale von Hindenburg e del tenente colonnello Hoffmann; egli ebbe un violento scontro verbale con il generale von François e ribadì brutalmente che l'ordine d'attacco andava eseguito. Il generale von François contestò gli ordini dell'armata, ribadì la necessità di attendere l'arrivo di tutta l'artiglieria e riuscì ad ottenere un rinvio di alcune ore dell'attacco. L'atmosfera si rilassò più tardi grazie alle notizie ricevute attraverso due nuovi messaggi non codificati russi intercettati che davano precise indicazioni sui movimenti del generale Rennenkampf e del generale Samsonov; da questi messaggi risultava che il generale Rennenkampf stava avanzando lentamente verso ovest e non sembrava in grado di accorrere in aiuto della 2ª Armata russa. I generali Ludendorff e von Hindenburg e il tenente colonnello Hoffmann appresero con sollievo queste notizie che sembravano confermare la possibilità di effettuare con successo la manovra progettata di concentrazione di tutte le forze tedesche contro il generale Samsonov.
Entro la mezzanotte del 25 agosto il generale Ludendorff diramò quindi gli ordini finali per la controffensiva dell'8ª Armata: l'ala destra della 2ª Armata russa sarebbe stata attaccata dal XVII corpo del generale von Mackensen e dal I corpo di riserva del generale von Below; al centro le forze nemiche sarebbero state bloccate frontalmente dal XX corpo del generale von Scholtz, infine sul fianco destro tedesco il generale von François, comandante del I corpo, avrebbe finalmente sferrato l'attacco per aggirare il fianco sinistro russo. Il generale Ludendorff in realtà era estremamente teso e preoccupato per la situazione generale, in particolare continuava a temere il possibile intervento da nord della 1ª Armata russa. Al mattino del 26 agosto giunsero effettivamente al quartier generale tedesco informazioni provenienti dalla ricognizione aerea che sembravano indicare che il generale Rennenkampf aveva finalmente messo in movimento verso sud la sua armata; il generale Ludendorff mostrò di nuovo forte nervosismo e apparentemente furono il tenente colonnello Hoffmann e il generale von Hindenburg che sostennero il morale del capo di stato maggiore dell'armata e superarono i suoi dubbi invitandolo a proseguire la manovra secondo i piani. Un nuovo contrasto sorse quando al quartier generale giunse notizia che il generale von François aveva nuovamente rinviato, in contrasto con gli ordini, l'attacco del suo I corpo d'armata contro il fianco sinistro russo; il generale Ludendorff espresse estrema irritazione per il ritardo e reiterò i suoi ordini d'attacco, ma il generale von François, che era ancora in attesa dell'arrivo di tutta la sua artiglieria pesante, decise ugualmente di limitarsi ad effettuare solo attacchi preliminari e di rinviare l'offensiva generale al 27 agosto.
Mentre al quartier generale tedesco infuriavano accesi contrasti, il generale Samsonov la sera del 25 agosto aveva diramato a sua volta gli ordini ai suoi corpi d'armata; secondo le direttive del generale Žilinskij, la 2ª Armata avrebbe continuato l'offensiva in direzione della ferrovia strategica Allenstein-Osterode per minacciare la linea della Vistola; in questo settore avrebbero attaccato le forze del centro russo, costituite dal XV corpo del generale Martos, dal XIII corpo del generale Krjuev e da una parte del XXIII corpo del generale Kiprian Kondratovič. Il fianco sinistro, dove il generale Samsonov temeva un attacco tedesco, sarebbe stato coperto dal I corpo d'armata del generale Leonid Artamonov; infine sull'ala destra era schierato in posizione isolata il VI corpo d'armata. In un primo tempo il generale Samsonov aveva deciso di tenere fermo sulle posizioni raggiunte a nord di Bischofsburg il VI corpo, ma in un secondo momento egli decise invece di far affluire anche queste forze verso ovest per rafforzare il centro della sua armata ad Allenstein; il generale non era a conoscenza della presenza di grandi forze tedesche in movimento da nord che avrebbero potuto mettere in pericolo il suo fianco destro. 
Il 26 agosto quindi il VI corpo d'armata russo, al comando del generale Blagoveščenskij, diede inizio alla marcia di trasferimento verso il centro dello schieramento prevista dal generale Samsonov, ma ben presto la notizia dell'avvistamento di ingenti forze tedesche individuate a nord provocò confusione tra le truppe russe. La divisione Komarov del VI corpo ritornò indietro per affrontare le truppe tedesche, ritenute inizialmente reparti in ritirata di fronte alla I armata del generale Rennenkampf. Si trattava in realtà del XVII corpo d'armata del generale von Mackensen che era passato all'offensiva secondo gli ordini del generale Ludendorff: la divisione russa fu attaccata e respinta; la divisione Richter del VI corpo russo interruppe a sua volta la marcia e cercò di venire in aiuto tornando indietro, ma si disgregò lungo la strada dispendendosi nei boschi e incappando nelle truppe tedesche del I corpo di riserva del generale von Below, passate a loro volta all'attacco. Il generale Blagoveščenskij non riuscì a controllare la situazione; il VI corpo d'armata aveva subito pesanti perdite ed era completamente disorganizzato. Nonostante la tenace resistenza della riserva del corpo d'armata, che al comando del generale Nečvolodov difese il pomeriggio e la sera del 26 agosto, rinforzata da alcune batterie di artiglieria, la stazione di Rothfliess, nella notte del 26-27 agosto il comandante del VI corpo diede l'ordine di ritirata generale. Il movimento, effettuato nell'oscurita e malamente organizzato, si svolse nella confusione; una parte delle truppe russe venne respinta verso il lago di Bössau dove molti soldati annegarono; l'ala destra dell'armata del generale Samsonov era ormai in completa ritirata; venne evacuata senza combattere Bischofsburg e le truppe rifluirono ancora più a sud verso Mensguth; il centro dello schieramento russo si trovò con il fianco completamente scoperto.

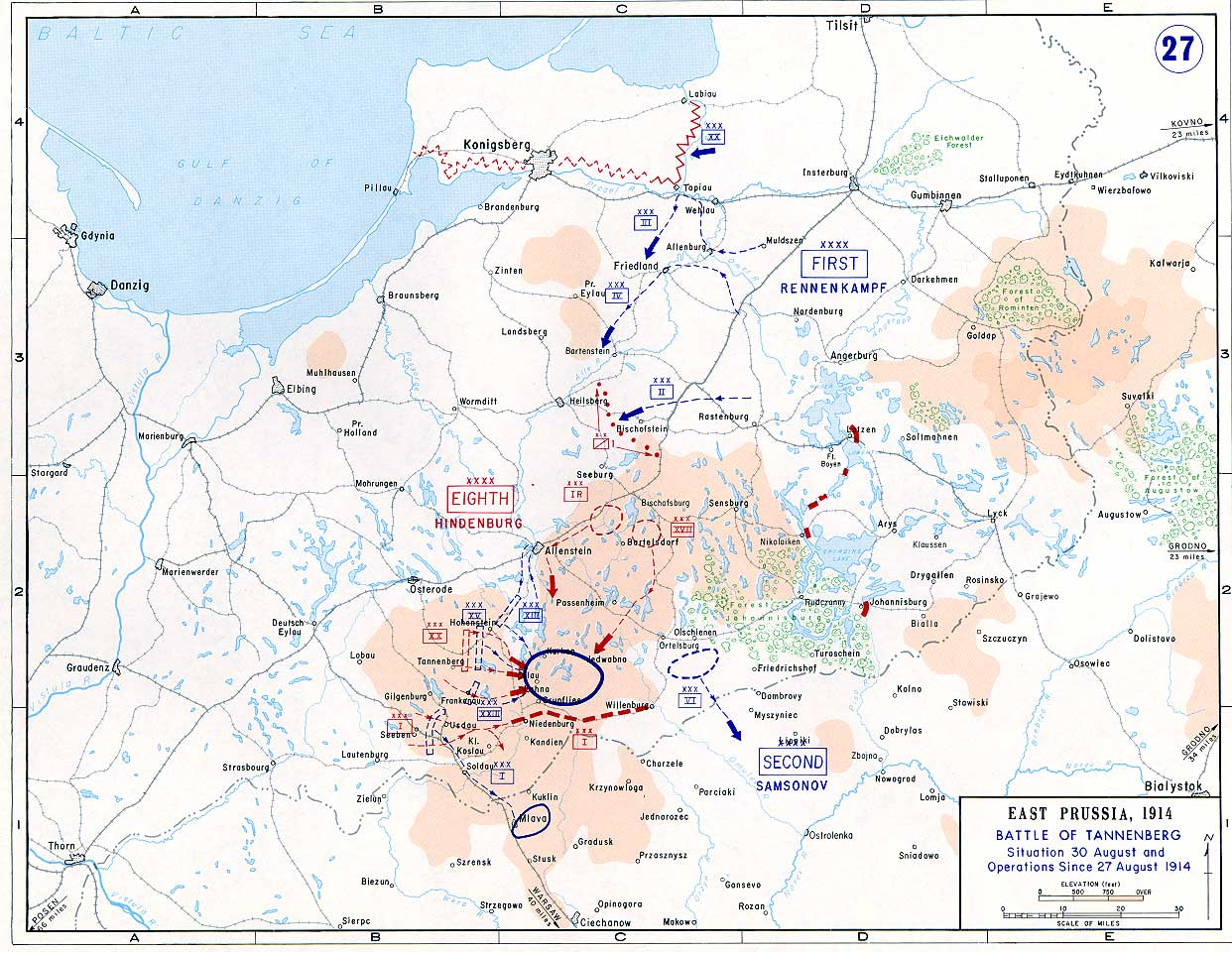
Situazione il 30 agosto 1914

Mentre il VI corpo d'armata russo subiva una dura sconfitta, il 26 agosto 1914 i corpi d'armata centrali del generale Samsonov avevano ripreso l'offensiva contro il XX corpo tedesco; il XV corpo del generale Martos sferrò l'attacco verso la cittadina di Mühlen e raggiunse alcuni successi; il XIII corpo del generale Kljuev occupò nella tarda mattinaya del 27 agosto Allenstein con i reggimenti Nevskij, Dorogobužskij e Kaširskij. Sulla sinistra tuttavia, nel settore di Tannenberg, la divisione del generale Mingin del XXIII corpo fu messa in difficoltà da un contrattacco nemico e cedette terreno, intralciando l'avanzata del generale Martos verso Mühlen; per sostenere il XV corpo anche il generale Kljuev deviò verso sud-ovest, lasciando in parte scoperto il settore appena conquistato di Allenstein. Alle ore 12.00 del 27 agosto i reggimenti Narvskij e Koporskij, che dal mattino erano stati deviati dalle alture di Grieslienen verso ovest per cooperare con il XV corpo, raggiunsero senza combattere la cittadina di Hohenstein che era stata abbandonata dalla popolazione e che venne saccheggiata.
Il generale Samsonov si trovava dal 26 agosto con il capo di stato maggiore generale Postovskij e gli altri ufficiali del quartier generale, tra cui era presente anche l'addetto militare britannico generale Knox, a Neidenburg dove venne raggiunto dalle allarmanti notizie delle difficoltà incontrate dal VI corpo d'armata e dal XXIII corpo d'armata; le truppe in confusa ritirata dei reggimenti Revelskij e Estljandskij della divisione Mingin arrivarono a Neidenburg in un'atmosfera di panico. Il generale Samsonov divenne consapevole nel primo pomeriggio del 27 agosto che la situazione della sua armata stava diventando difficile e che c'era il rischio di una doppia manovra di aggiramento da parte del nemico. Egli tuttavia non rinunciò a battersi; contando sull'imminente arrivo da nord dell'armata del generale Rennenkampf, decise di sferrare un nuovo attacco con i corpi d'armata di centro; il generale inoltre aveva piena fiducia nella capacità dell'eccellente I corpo d'armata del generale Artamonov di difendere il fianco sinistro dell'armata attestato a Usdau.
Al quartier generale del Fronte Nord-Occidentale il generale Žilinskij non sembrò comprendere il grave pericolo che stava correndo la 2ª Armata in mancanza di sostegno da parte delle forze della 1ª Armata; il 26 agosto il granduca Nicola, comandante in capo dell'esercito russo su tutto il fronte orientale, arrivò a Volkovysk e sembrò preoccupato. Egli ordinò al generale Žilinskij di inviare subito la 1ª Armata in aiuto del generale Samsonov. In un primo momento tuttavia il generale Žilinskij non modificò le sue disposizioni: il generale Rennenkampf ricevette l'ordine di inviare due corpi d'armata verso Königsberg, mentre gli altri due corpi d'armata avrebbero ripreso l'inseguimento del nemico. Il 27 agosto finalmente il generale Žilinskij sembrò allarmarsi per la situazione della 2ª Armata e sollecitò il generale Rennenkampf a muovere in avanti con urgenza la sua ala sinistra; questi ordini, inviati via radio senza codificazione, furono facilmente intercettati dal servizio informazioni dell'8ª Armata tedesca.
La situazione della 2ª Armata russa divenne ancor più difficile al mattino del 27 agosto; dopo ripetuti rinvii, finalmente il generale von François diede inizio alle ore 04.00 all'attacco del I corpo d'armata contro il fianco sinistro nemico; avendo completato lo schieramento dei suoi cannoni pesanti e dei necessari rifornimenti di munizioni, il generale poté iniziare un distruttivo fuoco di sbarramento d'artiglieria che colpì con grande efficacia le linee del I corpo d'armata russo del generale Artamonov. Il quartier generale tedesco lasciò il posto di comando temporaneo a Löbau per recarsi su un'altura dove i generali Ludendorff e von Hindenburg, in compagnia del tenente colonnello Hoffmann, intendevano controllare l'attacco del generale von François verso Usdau. Il tiro dei cannoni tedeschi si dimostrò decisivo; il bombardamento disgregò le difese del I corpo d'armata russo e i soldati, a corto di vettovagliamento e munizioni, mostrarono segni di cedimento. Nonostante una coraggiosa resistenza sotto il fuoco d'artiglieria e alcuni contrattacchi improvvisati da parte dei reggimenti russi Petrovskij e Nejšlotovskij nel settore della tenuta Ruttkowitz, alle ore 11.00 i russi abbandonarono le loro posizioni e Usdau venne occupato dalle truppe tedesche del generale von François. I soldati del I corpo d'armata continuarono ad avanzare sfruttando il cedimento dei russi e la sera del 27 agosto raggiunsero Soldau minacciando le linee di comunicazione dei due corpi d'armata russi ancora impegnati nell'attacco al centro dello schieramento. Il generale Samsonov apprese nel pomeriggio del 27 agosto, poco dopo aver cercato di raggruppare le truppe in fuga verso Neidenburg del generale Mingin, la notizia della ritirata del I corpo d'armata da Usdau; egli apparve irritato ed eccitato dalla disastrosa notizia; il comandante dell'armata decise di destituire immediatamente il generale Artamonov e di sostituirlo con il generale Duškevic.
In realtà al quartier generale tedesco era presente ancora grande nervosismo; le notizie dal I corpo d'armata erano confuse; sembrò in un primo momento che l'avanzata ad est di Usdau procedesse con difficoltà e che ci fossero fenomeni di cedimento tra le truppe; sul terreno vagavano numerosi profughi che avevano abbandonato le loro case accrescendo il disordine, le notizie di soldati tedeschi in fuga nel panico, appartenenti ad un reparto di granatieri contrattaccato dal reggimento Petrovskij, provocarono preoccupazione fino al momento in cui risultò, la sera del 27 agosto, che, nonostante qualche insuccesso locale, il generale von François aveva effettivamente sconfitto in modo decisivo il I corpo d'armata russo. La battaglia tuttavia non era ancora vinta; il centro del generale Samsonov continuava ad attaccare, gli scontri erano aspri e incerti, le truppe delle due parti erano ampiamente disseminate nel difficile terreno boscoso e paludoso.

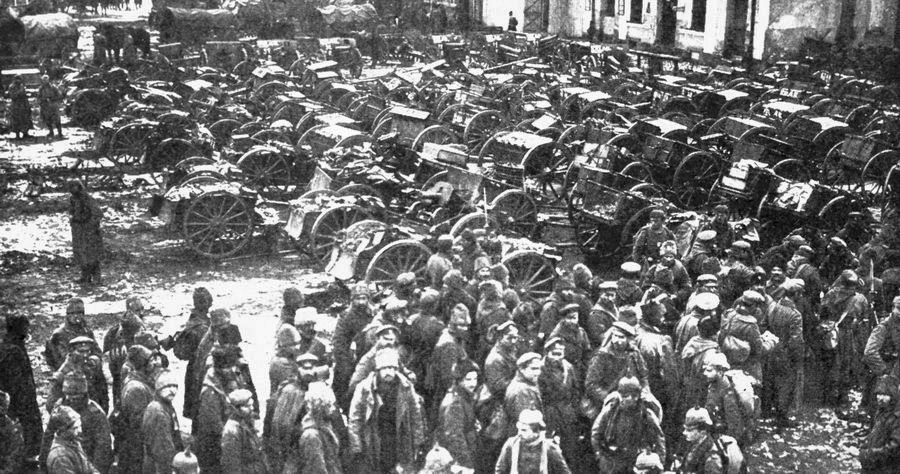
Prigionieri russi catturati a Tannenberg.

In questa fase peraltro secondo lo storico militare britannico Basil Liddell Hart, la conduzione tattica della battaglia da parte del generale Ludendorff divenne più confusa e le sue istruzioni contraddittorie non facilitarono l'azione dei subordinati; inoltre i generali von Mackensen e von Below operarono con scarsa cooperazione. Il I corpo d'armata di riserva del generale Otto von Below, invece di muovere a sud con un movimento aggirante a vasto raggio che avrebbe permesso di chiudere rapidamente l'accerchiamento, diresse subito verso Allenstein per supportare il XX corpo d'armata.
I generali von Hindenburg e Ludendorff non avevano ancora un quadro chiaro della situazione e temevano sorprese; di conseguenza confermarono la deviazione del I corpo d'armata di riserva verso Allenstein e Hohenstein, mentre disposero che una divisione del generale von Scholtz aggirasse Mühlen, dove erano ancora in corso gli assalti del XV corpo del generale Martos, e attaccasse Waplitz. Questa divisione si mosse nella notte del 28 agosto; un reparto di cavalleria entrò nella cittadina ma fu respinto e anche l'attacco all'alba della fanteria incontrò la dura resistenza dei russi. Il reggimento Poltavskij respinse l'attacco; il contrattacco al mattino del 28 agosto delle riserve del reggimento Černigovskij, fatte intervenire dal generale Martos insieme ai resti dei reggimenti Libavskij e Kalužskij, sconfisse la divisione tedesca che, bersagliata per errore dalla propria artiglieria, ripiegò dopo aver subito dure perdite; oltre 2000 soldati furono catturati dai russi, che mantennero il possesso di Waplitz e delle alture di Wittmannsdorf.

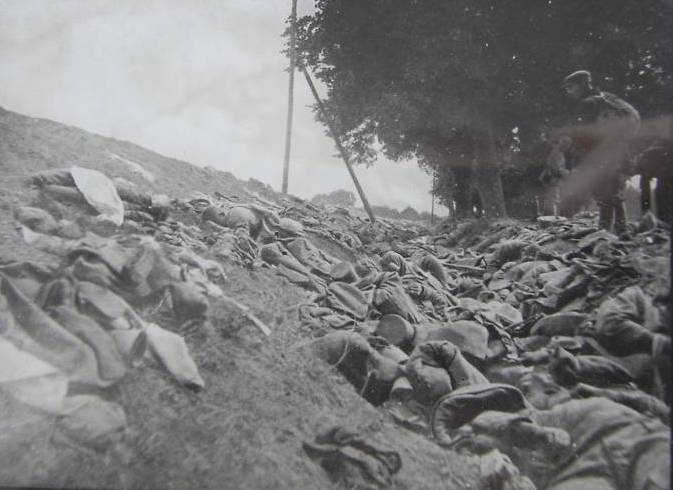
Soldati russi morti sul campo di battaglia di Usdau il 27 agosto 1914.

Il generale Ludendorff il 28 agosto incontrò il generale von Scholtz a Frögenau e apparve molto preoccupato per le notizie degli scontri a Waplitz, per un eventuale intervento del generale Rennenkampf e per un possibile cedimento del XX corpo d'armata schierato al centro delle posizioni tedesche; il generale era inoltre irritato dalla mancanza di informazioni provenienti dai generali von Below e von Mackensen. Egli giunse al punto di ordinare al generale von François di arrestare l'avanzata verso est e invece deviare verso nord in direzione di Lahna per sostenere direttamente il XX corpo d'armata. Il generale von François tuttavia non eseguì subito questo ordine e continuò a spingere il I corpo d'armata verso Neidenburg; infine anche il generale Ludendorff si convinse che il centro dell'armata era in grado di resistere e che la situazione tattica sul campo favoriva una manovra di accerchiamento generale del nemico. Il generale von François ricevette quindi alle ore 15.00 del 28 agosto l'approvazione per la sua manovra. Il comandante del I corpo aveva inviato un distaccamento di copertura verso Soldau e con una brigata di fanteria e un "distaccamento volante" di cavalleria e autoveicoli aveva proseguito per tutta la giornata con grande abilità l'avanzata verso Neidenburg, che venne occupata dall'avanguardia alle ore 17.00. I deboli reparti del reggimento Estljandskij schierati lungo la strada vennero facilmente superati e anche il generale von François in serata raggiunse la cittadina, dove prese il controllo della situazione; egli inviò subito le sue avanguardie ancora più a est verso Willenberg.
Mentre il generale von François avanzava sull'ala destra; sul fianco sinistro durante il 28 agosto sorsero notevoli contrasti sulla conduzione tattica della battaglia tra il generale von Below e il generale von Mackensen. I due comandanti entrarono in conflitto riguardo alla priorità nell'utilizzo delle poche strade disponibili per avanzare verso sud-ovest in direzione di Hohenstein; il generale von Mackensen, molto contrariato, arrestò il suo corpo d'armata e solo alle ore 16.00 il generale von Hindenburg riuscì a convincerlo ad avanzare verso sud per completare l'accerchiamento. Poco dopo tuttavia il comando dell'8ª Armata cambiò ancora una volta i suoi ordini; dopo aver ricevuto informazioni preoccupanti sul presunto avvicinamento dell'armata del generale Rennenkampf, il generale Ludendorff decise di arrestare la manovra d'accerchiamento e di organizzare con i corpi d'armata dei generali von Below e von Mackensen uno sbarramento protettivo verso est. Il generale von Mackensen tuttavia, estremamente irritato dal continuo cambiamento degli ordini, non obbedì, finse problemi nella ricezione delle disposizioni e proseguì energicamente con il XVII corpo d'armata a sud verso Willenberg.

### Disfatta dei russi
Il generale Samsonov era sempre più depresso dal succedersi di notizie disastrose provenienti soprattutto dalle due ali della sua armata, che appariva ormai irreversibilmente disgregata sul terreno; dopo aver destituito il generale Artamonov a causa dell'abbandono di Usdau, egli aveva appreso che il VI corpo d'armata era in completa ritirata sull'ala destra, aveva evacuato in rotta Mensguth e rifluiva verso Ortelsburg. Dopo aver passato una notte insonne, il comandante in capo dell'armata prese una decisione disperata e drammatica; egli si sarebbe portato con pochi ufficiali e una debole scorta di cosacchi ancora più vicino alla battaglia, mentre il grosso del quartier generale avrebbe ripiegato indietro a Janowo. Il generale Samsonov parlò con il generale Knox; descrisse la situazione come "critica" e invitò l'ufficiale britannico a mettersi in salvo nelle retrovie. Alle ore 07.45 del 28 agosto, il generale russo partì da Neideburg insieme ad otto ufficiali e i pochi cosacchi per raggiungere la località di Nadrau, dove era il quartier generale del XV corpo d'armata; poco prima aveva comunicato la sua decisione al generale Žilinskij aggiungendo che, avendo messo fuori uso gli apparecchi di comunicazione, "temporaneamente" non sarebbe stato più raggiungibile.

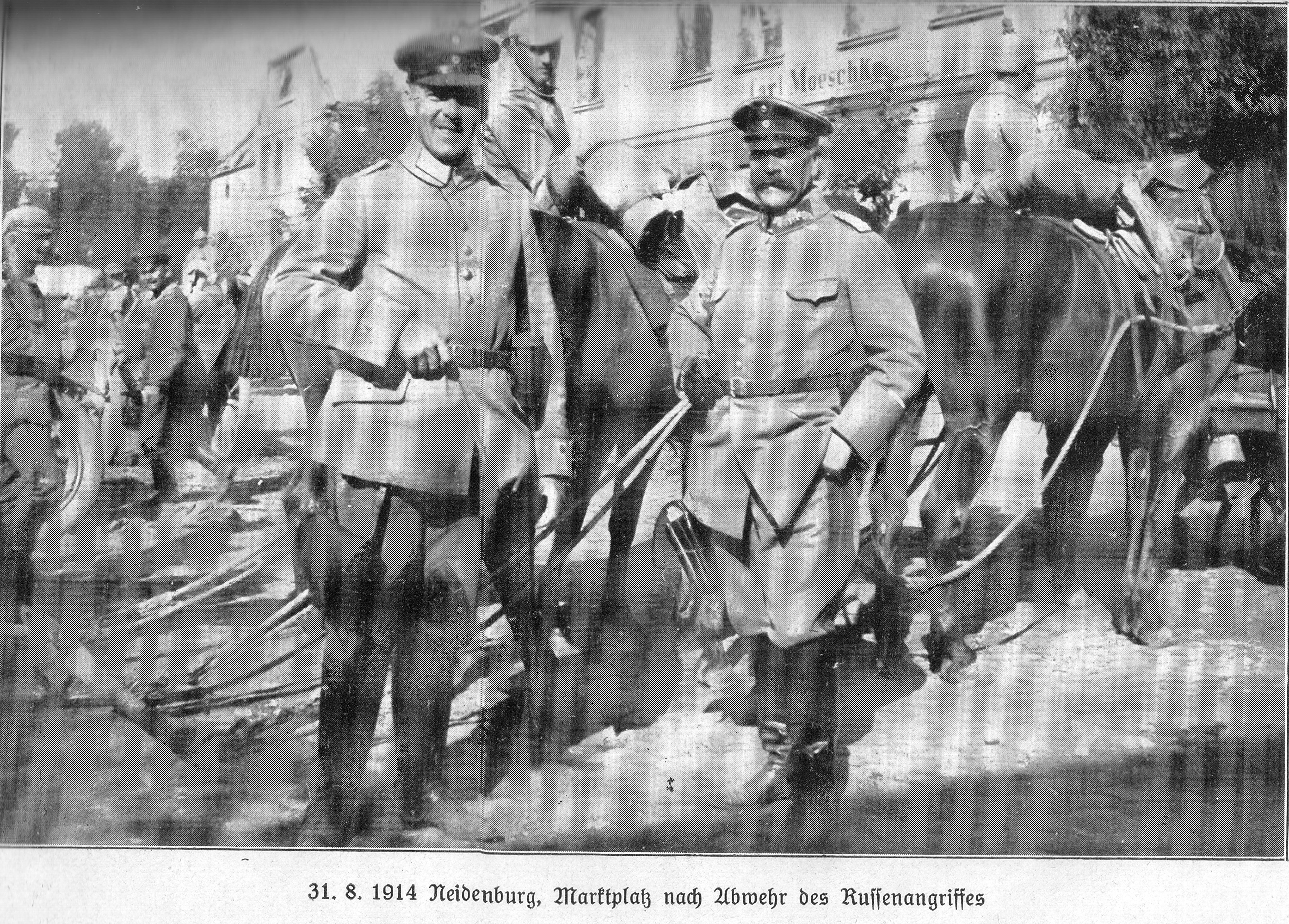
A destra il generale Hermann von François, comandante del I corpo d'armata tedesco a Tannenberg.

Mentre il generale Samsonov partiva alla ricerca del generale Martos, il quartier generale dell'armata abbandonò Neidenburg e ripiegò oltre il confine; la situazione in città il 28 agosto divenne rapidamente caotica; gli ospedali erano pieni di feriti; gruppi di sbandati entrarono nell'abitato; i resti disgregati dei reggimenti Revelskij e Estljandskij del XXIII corpo affluirono disordinatamente in città; il generale Kondratovič decise l'evacuazione generale di Neidenburg; solo piccoli gruppi del reggimento Estljandskij formarono un debole sbarramento lungo la strada verso ovest. Il generale Samsonov raggiunse il quartier generale del XV corpo d'armata alle ore 08.30 del 28 agosto; lungo la strada aveva ricevuto conferma della rotta del VI corpo a sud di Ortelsburg; a Nadrau incontrò il generale Martos che riferì sui successi a Waplitz ma affermò che la situazione del suo corpo d'armata, esausto dopo giorni di combattimenti e privo di rifornimenti, era difficile. Il generale Martos riteneva che fosse assolutamente necessario, per evitare una catastrofe, "ripiegare immediatamente".

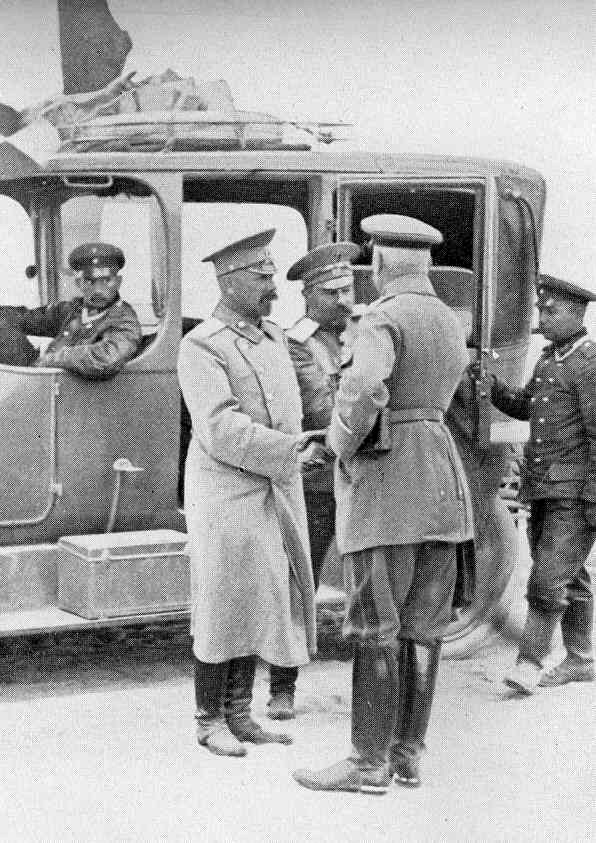
Il generale russo Kljuev, il comandante del XIII corpo d'armata catturato durante la battaglia, incontra il generale Hermann von François.

Il generale Samsonov rimase dubbioso e non prese decisioni per buona parte del giorno 28 agosto; nel frattempo il suo stato maggiore aveva pianificato una ritirata organizzata del XV e del XIII corpo d'armata che prevedeva un complicato ripiegamento a scaglioni sotto la copertura di retroguardie. Alle ore 12.00 furono identificate lungo la strada masse di fanteria russa in rotta dei reggimenti Narvskij e Koporskij che, avevano abbandonato nel caos Hohenstein; il generale Samsonov cercò di radunare i superstiti e organizzare un precario reparto da inviare al fuoco; quindi prese la decisione definitiva di ritirata generale; egli inviò in avanscoperta il generale Martos a Neidenburg dove il comandante della 2ª Armata sperava di riuscire a concentrare tutte le forze rimaste. Questo piano era però ineseguibile; la situazione del XIII corpo era infatti divenuta gravissima durante la giornata del 28 agosto.
Il generale Kljuev aveva deciso al mattino del 28 agosto di muovere da Allenstein verso Hohenstein per rafforzare il XV corpo ma egli comunicò le sue intenzioni con una radiogramma non cifrato che svelò agevolmente ai tedeschi le sue intenzioni; inoltre egli lasciò indietro due battaglioni, che rimasero ad Allenstein, e il reggimento Dorogobužskij in retroguardia; un altro reggimento, il Nevskij venne dirottato nella foresta del Kammerswald dove combatté tutto il giorno mentre il XIII corpo rimaneva fermo alla periferia di Hohenstein. I tedeschi approfittarono degli imprudenti movimenti del generale Kljuev; Hohenstein fu occupata, mentre i due battaglioni rimasti ad Allenstein furono sbaragliati dalla cavalleria del I corpo d'armata di riserva. Solo la tenace resistenza del reggimento Dorogobužskij a Darethen permise di guadagnare tempo; il comandante, colonnello Kabanov, rimase ucciso e il reggimento fu distrutto ma mantenne la posizione fino alla notte ritardando l'inseguimento tedesco. Alla mezzanotte giunse l'ordine al generale Kljuev di ritirata generale; il XIII corpo quindi iniziò il difficile ripiegamento attraverso il territorio dei laghi dopo aver lasciato due reggimenti a sud di Hohenstein.
Il mattino del 29 agosto il generale von Below riuscì a rioccupare Allenstein con il I corpo d'armata di riserva; i tedeschi ricacciarono indietro il XIII corpo d'armata del generale Kljuev che era in ritirata verso sud-est. Il XIII corpo dovette aggirare il lago Plautziger e passare attraverso l'angusto istmo della Šlaga-M, dove i reggimenti e l'artiglieria dei russi ebbero grande difficoltà per aprirsi un varco fino a Schwedrich. Nel frattempo le retroguardie si battevano accanitamente per guadagnare tempo; la fanteria russa, nonostante il coraggio e la resistenza, subì perdite elevatissime sotto il fuoco micidiale dell'artiglieria tedesca del generale von Below. A sud di Hohenstein il reggimento Kaširskij resistette fino alle 14.00 del 29 agosto ma fu decimato dal fuoco tedesco; a Schwedrich fino alle 15.00 rimase il reggimento Sofijskij, mentre il resto del XIII corpo d'armata aggirò il lago Lansker e, trovatosi di fronte il lago Omulef, fu costretto a deviare verso sud-ovest finendo per confluire sulle stesse strade dove stavano ripiegando il XV e il XXIII corpi d'armata.
La collisione delle due masse su un unico percorso provocò la massima confusione; si tentò di instradare il XIII corpo verso est a Kaltenborn, mentre il XV e il XXIII corpo avrebbero deviato a sud; la ritirata per sfuggire all'accerchiamento si tramutò quindi il 29 e il 30 agosto in una catastrofe; le formazioni superstiti erano costituite da unità ancora efficienti, ma il ripiegamento si effettuò in disordine attraverso un difficile terreno boscoso e paludoso dove i reparti russi progressivamente si disgregarono. Privi per giorni di rifornimenti, senza cibo né acqua, i soldati durante la confusa ritirata subirono il fuoco delle mitragliatrici tedesche posizionate agli incroci delle piste all'interno delle paludi. Anche gli ufficiali superiori e gli stati maggiori si dispersero sul terreno. Il generale Martos era stato inviato dal comandante dell'armata a Neidenburg con una piccola scorta per coordinare il previsto concentramento dell'armata ma il comandante del XV corpo d'armata si trovò ben presto isolato nella foresta di Grünfliess; i cosacchi di scorta fuggirono o furono uccisi; cadde anche il capo di stato maggiore generale Maciagovskij; infine il generale Martos, rimasto con un aiutante e due cosacchi, all'alba del 30 agosto venne catturato da reparti del I corpo d'armata del generale von François. Il generale Samsonov invece, sempre più addolorato e depresso per la catastrofe, marciò per ore insieme ai superstiti del suo quartier generale in mezzo alla boscaglia in direzione di Willenberg per cercare di uscire dalla sacca. Nella notte del 30 agosto il comandante dell'armata, ormai completamente demoralizzato, esausto e mentalmente provato, si allontanò di nascosto dalla piccola colonna del quartier generale e preferì suicidarsi con un colpo di pistola. Il generale Samsonov nelle ore precedenti era apparso affranto e disperato; al proprio capo di stato maggiore aveva detto: "Come comparire di nuovo al suo cospetto [dello Zar] dopo un simile disastro?". Secondo Robert Boucard la decisione di un attacco d'oltranza, che portò alla catastrofe della battaglia di Tannenberg, è dovuto ad un (finto) ordine orchestrato dagli stretti collaboratori del ministro della Guerra Suchomlinov, che furono in seguito scoperti essere colpevoli di spionaggio a favore della Germania.
L'ultima fase dell'avanzata tedesca non fu agevole e venne resa particolarmente problematica dalle difficoltà di collegamento e di movimento di grandi masse di soldati attraverso le foreste e i laghi. Il generale von François diede ancora una volta prova di grande energia e fece avanzare con la massima velocità le sue unità di testa lungo la strada Neidenburg-Willenberg dove i soldati tedeschi in pratica non incontrarono alcuna resistenza; nella serata del 29 agosto i reparti del I corpo d'armata raggiunsero e occuparono Willenberg; lungo la strada furono frettolosamente costituiti punti di sbarramento per chiudere la strada alle truppe nemiche accerchiate. Più difficile fu invece l'avanzata del XVII corpo d'armata del generale von Mackensen che si era diretto decisamente a sud per chiudere la sacca a Willenberg. La brigata di testa caricò il suo bagaglio su carri civili e si affrettò verso sud; contemporaneamente altre forze mossero verso ovest in direzione di Ortelsburg e dei grandi boschi dove erano in movimento le truppe russe. Alla fine del 29 agosto finalmente la cavalleria del generale von François entrò in contatto con i reparti d'avanguardia del XVII corpo d'armata del generale von Mackensen e la sacca venne chiusa;.
Mentre la situazione della 2ª Armata diveniva sempre più tragica, al comando del Fronte Nord-occidentale il generale Žilinskij continuò a mostrare scarsa determinazione e un comportamento contraddittorio; al mattino del 29 agosto, appreso che l'armata del generale Samsonov sembrava in ritirata sulla linea Ortelsburg-Mlawa, egli ordinò al generale Rennenkampf di "arrestare ogni ulteriore spostamento della 1ª Armata in supporto". Nel pomeriggio tuttavia il generale Žilinskij cambiò le sue disposizioni e prescrisse invece al generale Rennenkampf di riprendere l'avanzata della cavalleria e della fanteria in direzione di Allenstein per aiutare la 2ª Armata. Nel frattempo anche i due corpi d'armata laterali dell'armata del generale Samsonov, scampati all'accerchiamento, cercarono di intervenire dall'esterno della sacca ma, a causa di errori tattici e della scarsa iniziativa dei generali, non ottennero alcun risultato. Nel settore orientale della sacca la divisione di cavalleria del generale Tolpygo effettuò una inutile incursione prima di ritirarsi al mattino del 30 agosto, mentre il contrattacco sferrato inizialmente con successo dal generale Nečvolodov, con il reggimento Ladozskij e alcune batterie verso Willenberg, venne arrestato su ordine del generale Blagoveščenskij, e nella notte del 31 agosto i russi del VI corpo d'armata ripiegarono di nuovo verso est. L'intervento da sud del I corpo d'armata del generale Duškevič raggiunse qualche risultato iniziale ma terminò ugualmente con un fallimento. Dopo molte discussioni tra i generali, la divisione del generale Sirelius iniziò al mattino del 30 agosto l'attacco a Neidenburg, dove erano rimaste solo deboli forze tedesche, ma i russi avanzarono con grande lentezza mentre il generale von François reagì energicamente concentrando tutte le forze disponibili per contrastare l'inatteso contrattacco. La sera del 30 agosto i russi effettivamente rientrarono per breve tempo a Neidenburg dove erano alloggiati un gran numero di feriti, ma il generale von François aveva raggruppato cinque divisioni per riprendere la città e il generale Sirelius preferì ripiegare nuovamente. 

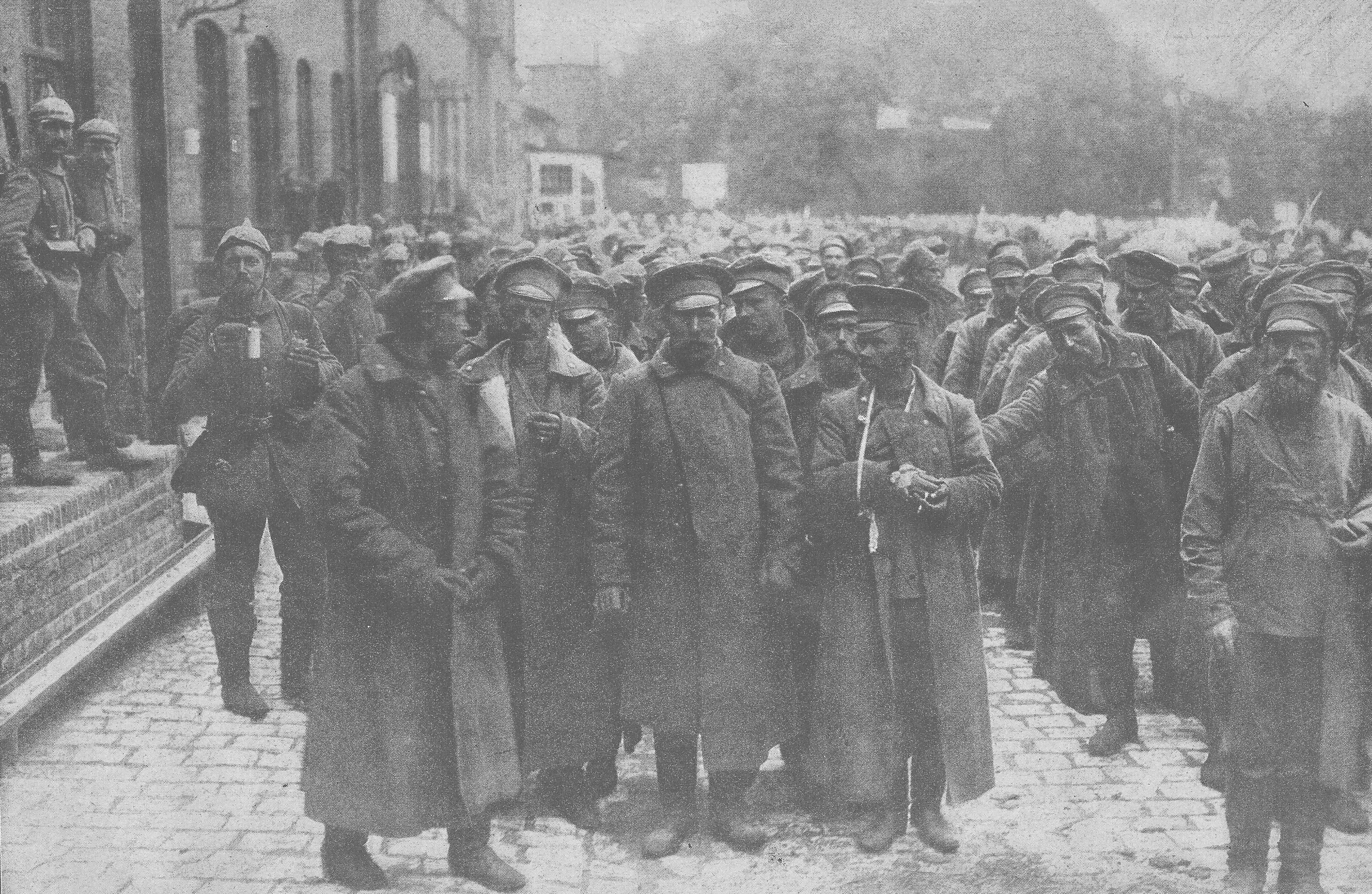
Prigionieri russi catturati nella battaglia di Tannenberg.

Il generale Žilinskij, del resto, aveva già ordinato la ritirata generale, rinunciando a soccorrere i corpi accerchiati: il VI corpo d'armata si ritirò verso Ostrolenka, mentre il I e parte del XXIII corpo d'armata arretrarono verso Novogeorgevsk. Il 31 agosto i superstiti del quartier generale della 2ª Armata, guidati dal capo di stato maggiore, generale Postovskij, riuscirono ad uscire dalla sacca e si trasferirono a loro volta ad Ostrolenka dove assunse il comando, al posto del disperso generale Samsonov, il generale Sergej Sejdeman. Venne sospeso anche il movimento della cavalleria del generale Rennenkampf; i reparti a cavallo del generale Nachičevanskij e del generale Gurko, che si erano avvicinati ad Allenstein da nord-est, furono fermati e il generale Žilinskij, dopo aver comunicato il "totale insuccesso" del generale Samsonov, ordinò alla 1ª Armata di far ripiegare la cavalleria e di mantenersi sulla difensiva, visto che "il nemico può rivolgersi liberamente verso di voi".
Le fasi finali della ritirata dei resti del XV e del XIII corpo d'armata per cercare di uscire dalla sacca furono particolarmente drammatiche; il generale Kljuev, che aveva il comando superiore di questi reparti in crescente disgregazione, non mostrò molta energia e non riuscì ad organizzare un tentativo di sfondamento. Gran parte dei superstiti del XV corpo vennero uccisi o si arresero nei boschi a nord di Neidenburg. Il mattino del 30 agosto i reparti di testa russi sopravvissuti, i resti di alcuni reggimenti guidati dal colonnello Pervušin, il comandante del reggimento Nevskij, riuscirono a superare uno sbarramento tedesco a Kalternborn, ma nelle ore successive la massa dei soldati russi, privi di vettovagliamento e munizioni, si disperse sempre più nella foresta di Grünfliess; alle ore 12.00 del 30 agosto l'attacco disperato alla baionetta contro un nuovo sbarramento tedesco non ebbe successo, il colonnello Pervušin cadde sul campo e le mitragliatrici e i cannoni tedeschi inflissero pesanti perdite. A questo punto il generale Kljuev ritenne la situazione senza speranza e decise di arrendersi; dopo qualche discussione il generale e circa 30000 soldati russi cedettero le armi e furono fatti prigionieri, mentre un gruppo di cosacchi e circa 2500 uomini del reggimento Alekseevskij rifiutarono la resa e riuscirono ad aprirsi un varco. Altri piccoli reparti dispersi riuscirono a uscire dalla sacca dopo aver abbandonato la maggior parte delle armi pesanti; complessivamente circa 15000 soldati russi fuggirono dalla sacca entro i primi giorni di settembre, mentre 70000 caddero prigionieri. Il numero dei soldati russi che riuscirono a uscire dall'accerchiamento è ritenuto più basso da Barbara Tuchman che afferma che solo 50 ufficiali e 2100 soldati del XIII e del XV corpo d'armata evitarono la morte o la prigionia.

## Bilancio e conseguenze
(Affermazione riportata sui giornali di Berlino dopo la battaglia)
(Affermazione del tenente colonnello Max Hoffmann, capo ufficio operazioni dell'8ª Armata tedesca)
Le perdite subite dai russi nella battaglia di Tannenberg furono molto pesanti; durante l'intera serie dei combattimenti i tedeschi dichiararono di aver catturato circa 92000 prigionieri, mentre i morti e i feriti furono circa 50000; fra i morti russi vi era il comandante dell'armata, generale Samsonov, mentre tra i prigionieri erano compresi nove generali tra cui il generale Martos e il generale Kljuev. Tre corpi d'armata, XV, XIII e XXIII, furono praticamente distrutti, mentre il I e il VI corpo subirono forti perdite. I tedeschi catturarono inoltre più di 500 cannoni e molto equipaggiamento. L'esercito tedesco perse circa 37000 uomini.
La quasi completa distruzione della 2ª Armata russa a Tannenberg ebbe un'influenza decisiva sull'andamento della campagna del 1914 in Prussia orientale; i generali von Hindenburg e Ludendorff poterono trasferire la massa della 8ª Armata, rinforzata ora con i due nuovi corpi d'armata trasferiti dal fronte occidentale, contro la 1ª Armata del generale Rennenkampf che venne attaccata a partire dal 4 settembre. La Prima battaglia dei laghi Masuri si concluse il 14 settembre 1914 con una pesante sconfitta della 1ª Armata russa che, minacciata di aggiramento sul fianco sinistro, dovette battere in ritirata evacuando il territorio conquistato in Prussia orientale all'inizio della campagna. La nuova vittoria tedesca peraltro non conseguì tutti gli obiettivi previsti dal generale Ludendorff; le forze del generale Rennenkampf non furono distrutte; i tedeschi subirono forti perdite e i tentativi di continuare l'avanzata in territorio russo fallirono completamente. Entrambe le parti erano esauste dopo gli incessanti combattimenti e inoltre i russi stavano portando avanti forti riserve per rinforzare la 1ª Armata e per ricostituire la 2ª Armata; erano in arrivo due corpi d'armata cosacchi, uno turkemeno e almeno cinque corpi siberiani. Inoltre l'Alto comando tedesco, passato al comando del generale Erich von Falkenhayn, era seriamente preoccupato per l'andamento delle operazioni in Galizia dove l'esercito austro-ungarico, duramente sconfitto dalle armate russe del generale Nikolaj Ivanov, aveva dovuto evacuare Leopoli e sembrava sul punto di crollare; diveniva quindi essenziale consolidare il fronte austriaco, trasferendo una parte delle truppe tedesche verso sud e rinunciando alle ambiziose operazioni offensive proposte dai generali von Hindenburg e Ludendorff.

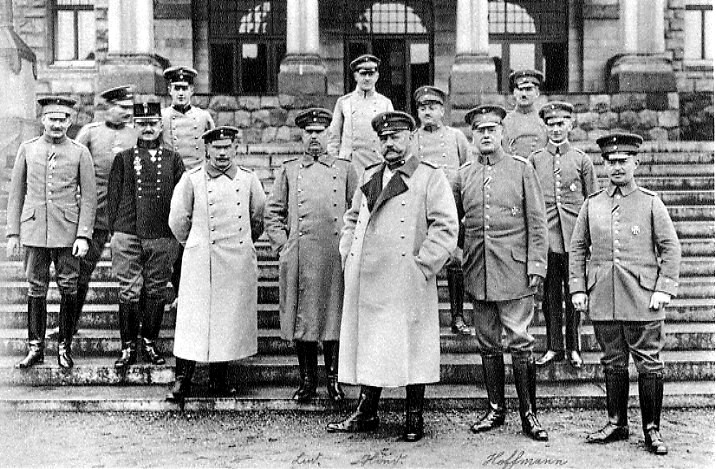
Lo stato maggiore dell'8ª Armata; al centro il generale von Hindenburg, sulla sua destra il generale Ludendorff, alla sua sinistra il colonnello Hoffmann.

Dal punto di vista dell'andamento generale della guerra europea la campagna della Prussia Orientale che culminò con la battaglia di Tannenberg in realtà non rappresentò un successo totale per la Germania; al contrario le notizie dell'avanzata iniziale russa galvanizzarono gli alleati occidentali e in particolare sostennero il morale della Francia alle prese con l'invasione nemica. Inoltre il trasferimento di due corpi d'armata tedeschi da ovest ad est alla vigilia della prima battaglia della Marna può aver contribuito in modo rilevante all'indebolimento dell'offensiva tedesca e quindi alla vittoria finale anglo-francese.
Dal punto di vista operativo la battaglia di Tannenberg dimostrò senza dubbio la grande capacità degli stati maggiori e dei reparti tedeschi che riuscirono, sfruttando anche alcuni gravi errori e imprudenze russe, a concludere con successo una manovra a tenaglia secondo lo schema della battaglia di Canne. I capi e le truppe russe furono impressionati dalla superiorità dimostrata dall'esercito tedesco, mentre il tenente colonnello Hoffmann definì Tannenberg "una delle più grandi vittorie della storia del mondo". In realtà la battaglia di Tannenberg assunse un'importanza determinante per la Germania soprattutto da un punto di vista politico e di equilibrio dei poteri. La clamorosa vittoria fece salire alla ribalta improvvisamente lo sconosciuto generale von Hindenburg che divenne immediatamente il "salvatore" della Prussia, l'"idolo" della propaganda e l'"eroe" del popolo tedesco; la sua influenza politico-militare all'interno dello stato maggiore generale e dello stesso governo crebbe sempre più negli anni seguenti. In questo modo, il generale Ludendorff poté sfruttare la popolarità del suo superiore per assumere sempre più un ruolo dominante nella conduzione strategico-politica della guerra tedesca facendo prevalere le istanze più ambiziose ed oltranziste.
Dal punto di vista storiografico è difficile valutare con precisione i meriti e le responsabilità individuali dei principali comandanti tedeschi nell'ideazione della brillante manovra strategica e nella conduzione tattica della battaglia. Secondo alcune fonti il merito principale della vittoria spetterebbe al generale von Hindenburg che, essendo nativo dei luoghi della battaglia, avrebbe conosciuto perfettamente il terreno e avrebbe ideato molti anni prima della guerra una possibile manovra combinata per fronteggiare un'eventuale invasione russa. Altri autori hanno invece rimarcato il ruolo del generale Ludendorff. Sarebbe stato lui, il miglior stratega dell'esercito, a pianificare a tavolino, fin dal suo arrivo a Coblenza, la manovra di concentramento generale contro l'armata del generale Samsonov e che avrebbe diretto con ferrea energia la manovra di vari corpi dell'8ª Armata. È stato invece sottolineato da altri la funzione decisiva del tenente colonnello Hoffmann che, ancor prima dell'arrivo dei nuovi comandanti, avrebbe previsto la strategia più opportuna per sconfiggere i generali Rennenkampf e Samsonov di cui conosceva l'inimicizia personale e quindi la scarsa propensione a collaborare.

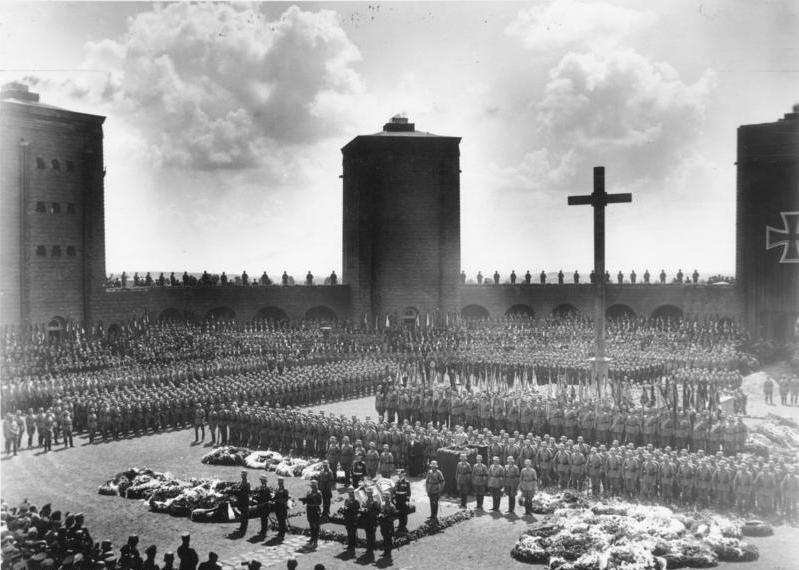
Cerimonia di commemorazione del fledmaresciallo von Hindenburg, durante il Terzo Reich nel memoriale di Tannenberg.

In realtà la strategia operativa fondamentale adottata dal comando tedesco che prevedeva, in caso di invasione russa della Prussia orientale, di concentrare, sfruttando la rete ferroviaria, tutte le forze su una delle masse offensive russe, riconducibile alla classica strategia della posizione centrale adottata in molte occasioni da Napoleone Bonaparte, non venne ideata sul momento dai generali dell'8ª Armata, ma derivava direttamente dalla pianificazione strategica classica prussiana che addirittura era stata prevista anche da Federico il Grande quasi un secolo e mezzo prima. Questa strategia era stata studiata accuratamente dallo stato maggiore diretto dal generale Alfred von Schlieffen ed era stata minuziosamente sperimentata durante le manovre di guerra annuali dell'esercito tedesco. Lo stato maggiore dell'armata infatti aveva proposto al generale von Prittwitz di adottare questa strategia; quindi gli ordini del generale Ludendorff non sorpresero gli ufficiali dell'8ª Armata e rientravano perfettamente nella pianificazione prevista da molti anni in caso di invasione russa.
Dal punto di vista tattico, il generale Ludendorff, nonostante momenti di grande nervosismo e preoccupazione, condusse nel complesso con abilità ed energia la manovra combinata dei corpi d'armata; il tenente colonnello Hoffmann ha elogiato la direzione del generale Ludendorff e la sua decisione di attaccare a Usdau sul fianco sinistro dei russi. Al contrario invece il generale Hermann von François, ritenuto a sua volta da alcuni studiosi l'artefice principale della vittoria, ha criticato il capo di stato maggiore dell'8ª Armata. Lo spirito offensivo, la perspicacia e l'abilità tattica del generale von François sono state apprezzate in particolare da Aleksandr Solženitsyn nel suo celebre romanzo storico Agosto 1914 dedicato alla battaglia di Tannenberg.
Il ruolo effettivo del generale von Hindenburg, descritto dalla propaganda del Reich dopo la vittoria come un condottiero di statura quasi mitologica, è stato invece molto ridimensionato negli anni; il tenente colonnello Hoffmann ha affermato nelle sue memorie che il comandante dell'8ª Armata in pratica non avrebbe svolto alcuna funzione reale dal punto di vista operativo; fiacco e dalle modeste capacità strategiche, si sarebbe limitato ad approvare le decisioni prese dal generale Ludendorff in collaborazione con gli altri ufficiali dello stato maggiore.
La battaglia combattuta in Prussia orientale divenne con il tempo un evento sempre più importante della storia tedesca. Anche l'indicazione del luogo della battaglia favorì la sua trasformazione in episodio quasi leggendario. Il generale Ludendorff aveva inizialmente datato il dispaccio della vittoria dalla località di Frögenau, ma sembra che il tenente colonnello Max Hoffmann ricordò che vicino si trovava la località di Tannenberg, teatro nel 1410 della disastrosa battaglia di Grunwald ("o di Tannenberg"), in cui i cavalieri dell'Ordine teutonico avevano subito una sanguinosa disfatta contro la coalizione tra il Regno di Polonia e il Regno di Lituania; nella battaglia era caduto anche un antenato del generale von Hindenburg. Si decise quindi, per cancellare il ricordo della passata sconfitta, di cambiare la datazione del bollettino finale e il generale Ludendorff scrisse "Tannenberg".
Dopo la sconfitta della Germania nella prima guerra mondiale, la battaglia di Tannenberg rimase come un evento glorioso che venne identificato con il feldmaresciallo von Hindenburg che ben presto sarebbe stato eletto presidente della Repubblica di Weimar. Negli anni venti in ricordo della vittoria venne costruito il grandioso Memoriale di Tannenberg dove in seguito Adolf Hitler avrebbe fatto tumulare le spoglie del presidente von Hindenburg. Nel 1945, di fronte alla devastante avanzata dell'Armata Rossa, si dovette trasferire in fretta i resti del feldmaresciallo e distruggere in parte il memoriale per impedire che cadessero in mano ai sovietici.